# Chemin de fer du Vivarais
Pour les articles homonymes, voir CFV.
Le chemin de fer du Vivarais (CFV) est un chemin de fer touristique à voie métrique se trouvant en Ardèche. Aujourd'hui, il relie Saint-Jean-de-Muzols  (alt. 130 m) à Lamastre (alt. 373 m) en 28 km. Il possède la particularité d'être exploité en traction vapeur avec des locomotives de type Mallet. Jusqu'à la fermeture du réseau, ce chemin de fer était surnommé « Le Mastrou », appellation qu'il a conservé pour son exploitation touristique.
Après avoir été interrompues à l'été 2008, à la suite de difficultés financières, les circulations ont repris entre la gare de Tournon-Saint-Jean (située à 3 km de Tournon-sur-Rhône, à Saint-Jean-de-Muzols) et Lamastre le 2 juillet 2013.
Pendant la période d'interruption des circulations ferroviaires (2011 et 2012), il est exploité avec des vélorails entre Saint-Jean-de-Muzols et Boucieu-le-Roi. En 2013, après la reprise des circulations ferroviaires entre Tournon-Saint-Jean et Lamastre, l'exploitation du vélorail se poursuit entre les gares de Boucieu-le-Roi et de Troye. Le parcours de descente de 12 km entre Boucieu-le-Roi et Troye se fait en vélorail et le retour à Boucieu-le-Roi avec l'autorail historique Billard, de 1938, classé monument historique.
Depuis le 1er mai 2015, un nouveau parcours de vélorail entre la gare de Boucieu-le-Roi et la halte de Monteil a été créé avec départ de Boucieu en autorail et retour depuis Monteil en vélorail.

## Origines de la ligne
Le chemin de fer du Vivarais exploite une section de l’ancien réseau du Vivarais exploité par la compagnie de chemins de fer départementaux, (CFD). Le réseau du Vivarais était un réseau de chemin de fer à voie métrique desservant les départements de l'Ardèche et de la Haute-Loire. Il était constitué de 4 lignes :
- Lavoûte-sur-Loire - Yssingeaux -  Raucoules-Brossettes (39,4 km)
- La Voulte-sur-Rhône - Le Cheylard (47,5 km)
- Tournon  - Lamastre - Le Cheylard (52,2 km)
- Dunières - Saint-Agrève - Le Cheylard (61 km)

Ces lignes ont été ouvertes entre 1891 et 1903. L'ensemble du réseau mesurait 201,2 km. La ligne Tournon-Lamastre, reprise par le Chemin de fer du Vivarais, faisait partie d'un ensemble de trois lignes, déclarées d'utilité publique le 28 juillet 1886 dans le cadre d'une convention entre la Compagnie de chemins de fer départementaux, le département de l'Ardèche et celui de la Haute-Loire.
Elles formaient le « premier réseau ».
| lignes                            | longueur | date d'ouverture  | fermeture       |
| --------------------------------- | -------- | ----------------- | --------------- |
| Lavoûte-sur-Loire - Yssingeaux    | 22,1 km  | 9 novembre 1890   | 28 février 1952 |
| Tournon - Lamastre                | 32,6 km  | 12 juillet 1891   | 31 octobre 1968 |
| La Voulte-sur-Rhône - Le Cheylard | 47,5 km  | 13 septembre 1891 | 31 octobre 1968 |

Le réseau a été fermé en deux étapes :
- le 28 février 1952 pour la ligne Raucoules - Yssingeaux - Lavoûte-sur-Loire ;
- le 31 octobre 1968 pour les lignes du Cheylard à Dunières et du Cheylard à La Voulte-sur-Rhône.

## La ligne Tournon - Lamastre

### La construction

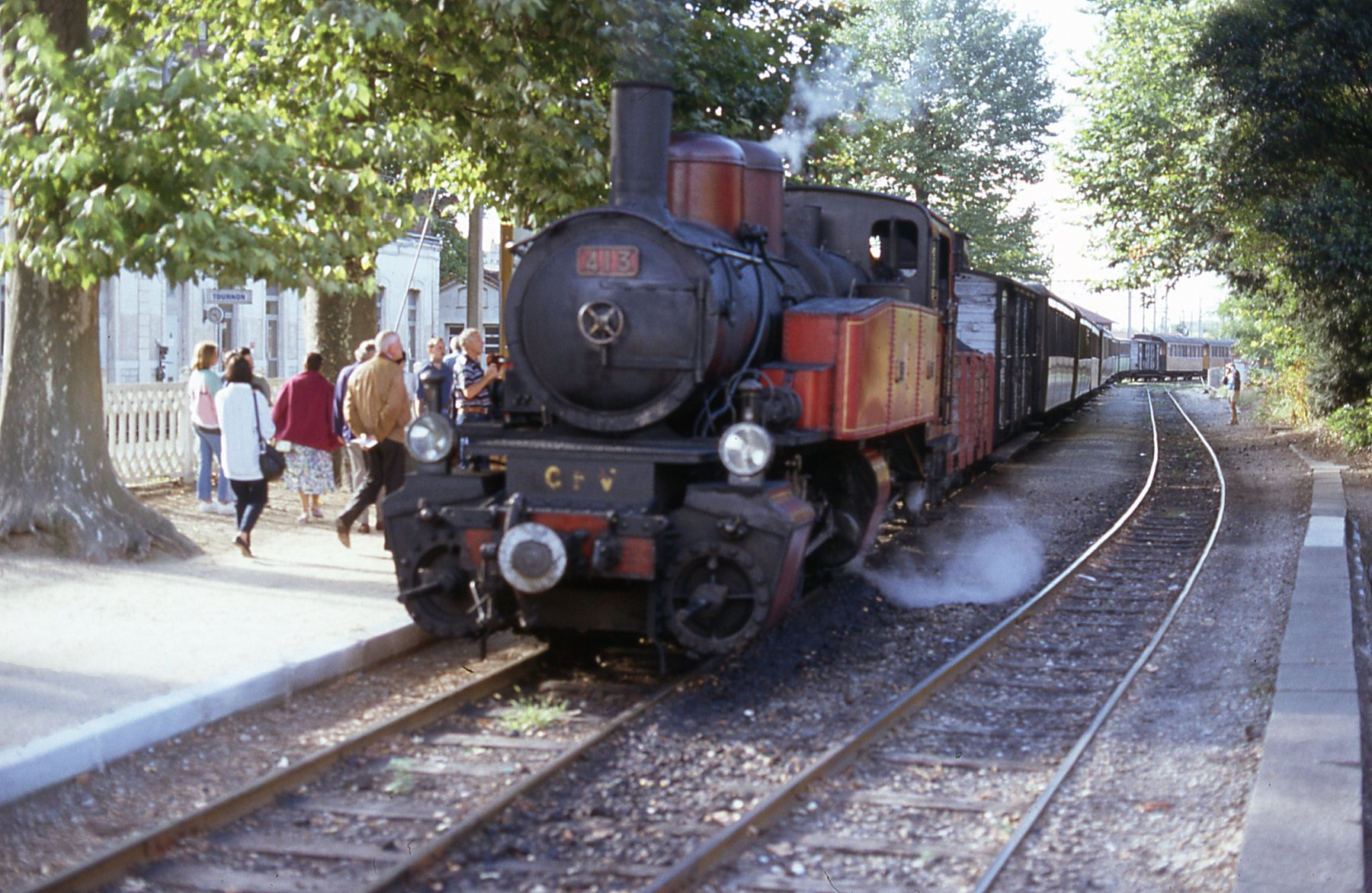
Un train au départ de Tournon, gare de correspondance avec la SNCF

La construction de la ligne Tournon - Lamastre, se déroula dans le cadre de la réalisation du premier réseau du Vivarais, qui comprenait trois lignes. D'importants moyens étaient mis en œuvre.
En 1886, pour des raisons économiques, les ingénieurs décidèrent de construire une voie métrique, dont le tracé de Tournon à Lamastre emprunterait la vallée du Doux.
Plus d'un millier d'ouvriers armés de pelles, de pioches et d'un peu de dynamite bâtirent alors 20 km de murs de soutènement, des viaducs maçonnés et un tunnel : un véritable travail réalisé à la main, à dos d'âne et à dos d'homme !

### Le tronc commun SNCF

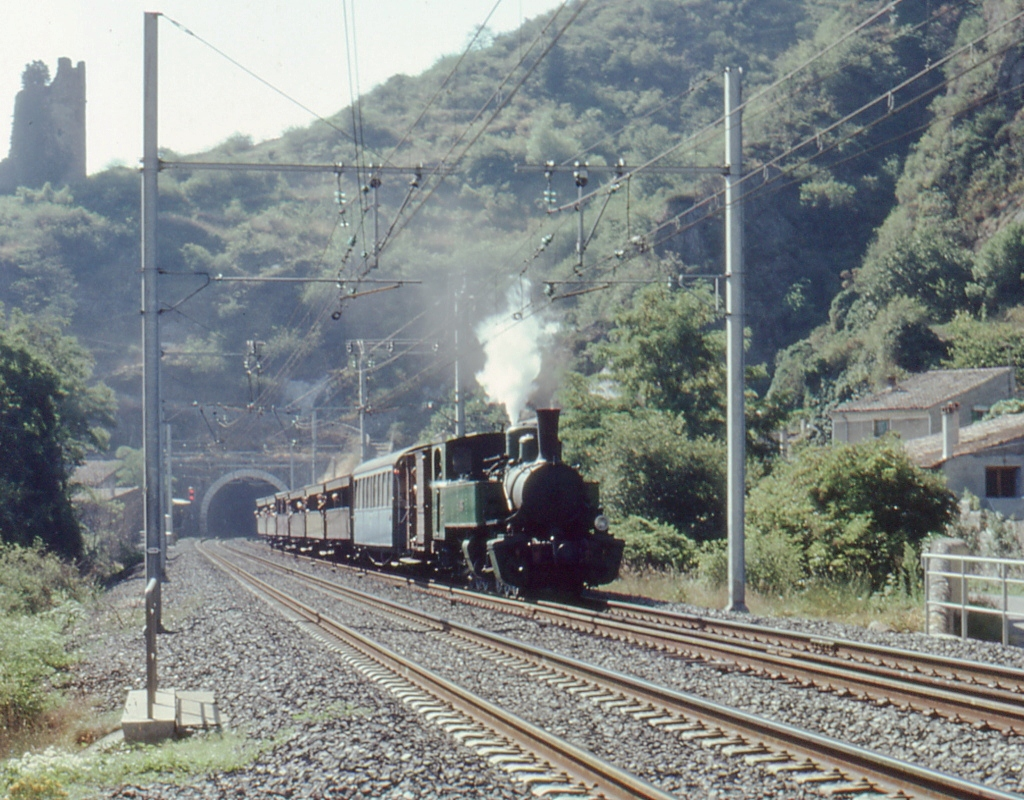
Un train emmené par la Mallet 403 vient de quitter Tournon, et circule sur le tronc commun SNCF. On voit la file du troisième rail sur l'intérieur de la voie standard

Le départ des trains avait lieu jusqu'en 2008 en gare CFV de Tournon, contigue à la gare SNCF ; le dépôt et l'atelier de réparations se trouvaient aussi à cet endroit.
Pour accéder à la gare de Tournon, depuis Saint-Jean-de-Muzols, la voie emprunte la ligne SNCF Givors - Nimes, sur une longueur de 2,2 km via un troisième rail inseré dans la voie normale. 
Il existe sur cette section, deux tunnels et un viaduc sur le Doux. Cette ligne a été ouverte par le PLM en été 1879. 
Il y avait un impératif : les locomotives  devaient démarrer rapidement et surtout parcourir ces 2,2 km le plus vite possible, dès que le signal autorisait le train à passer.
Le passage des convois par le tronc commun SNCF est aujourd'hui abandonné du fait du coût de la redevance demandée par RFF pour emprunter ces 2,2 km et du fait de la sécurité ferroviaire pour gérer la signalisation coté SNCF lors du remplacement du viaduc métallique par un ouvrage en béton.
Les départs se font aujourd'hui depuis la nouvelle gare de Tournon - Saint Jean, construite dans la commune de Saint-Jean-de-Muzols pour le CFV (voir détail du projet pour le programme touristique de 2013).

### Les gares

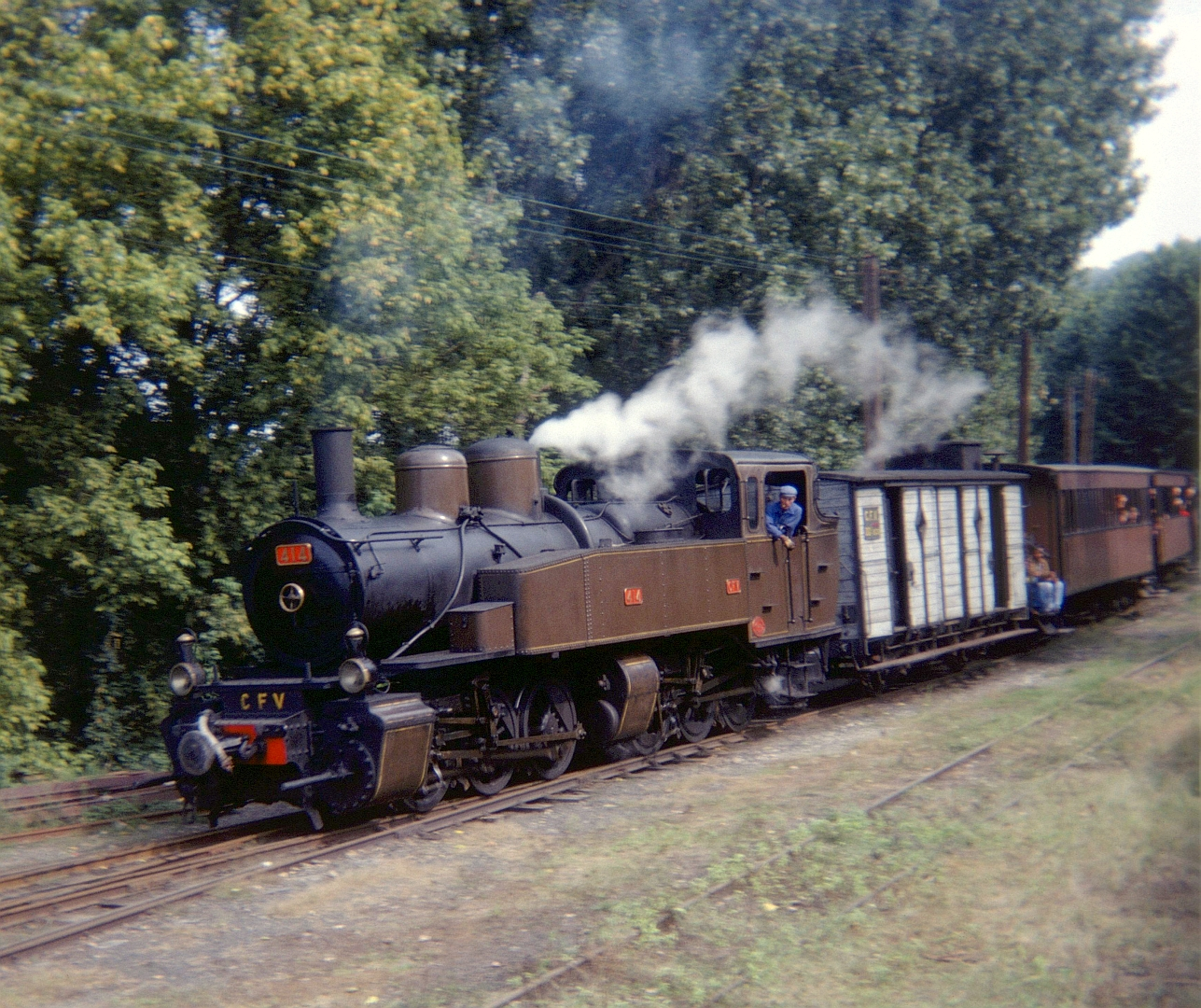
Un train arrivant en gare de Lamastre.

- Saint-Jean-de-Muzols (nouvelle gare et dépôt construits dans le style de l'époque)
- Troye (km 7)
- Mordane (km 9)
- Clauzel (km 11)
- Colombier-le-Vieux- Saint-Barthélemy-le-Plain (km 13)
- Boucieu-le-Roi (km 18,5), altitude 276 mètres
- Tincey (km 21)
- Arlebosc (km 22)
- Le Garnier (km 24)
- Le Plat-Empurany, (km 26,1)
- Lamastre (km 32,6), altitude 373 mètres

### Ouvrages d'art

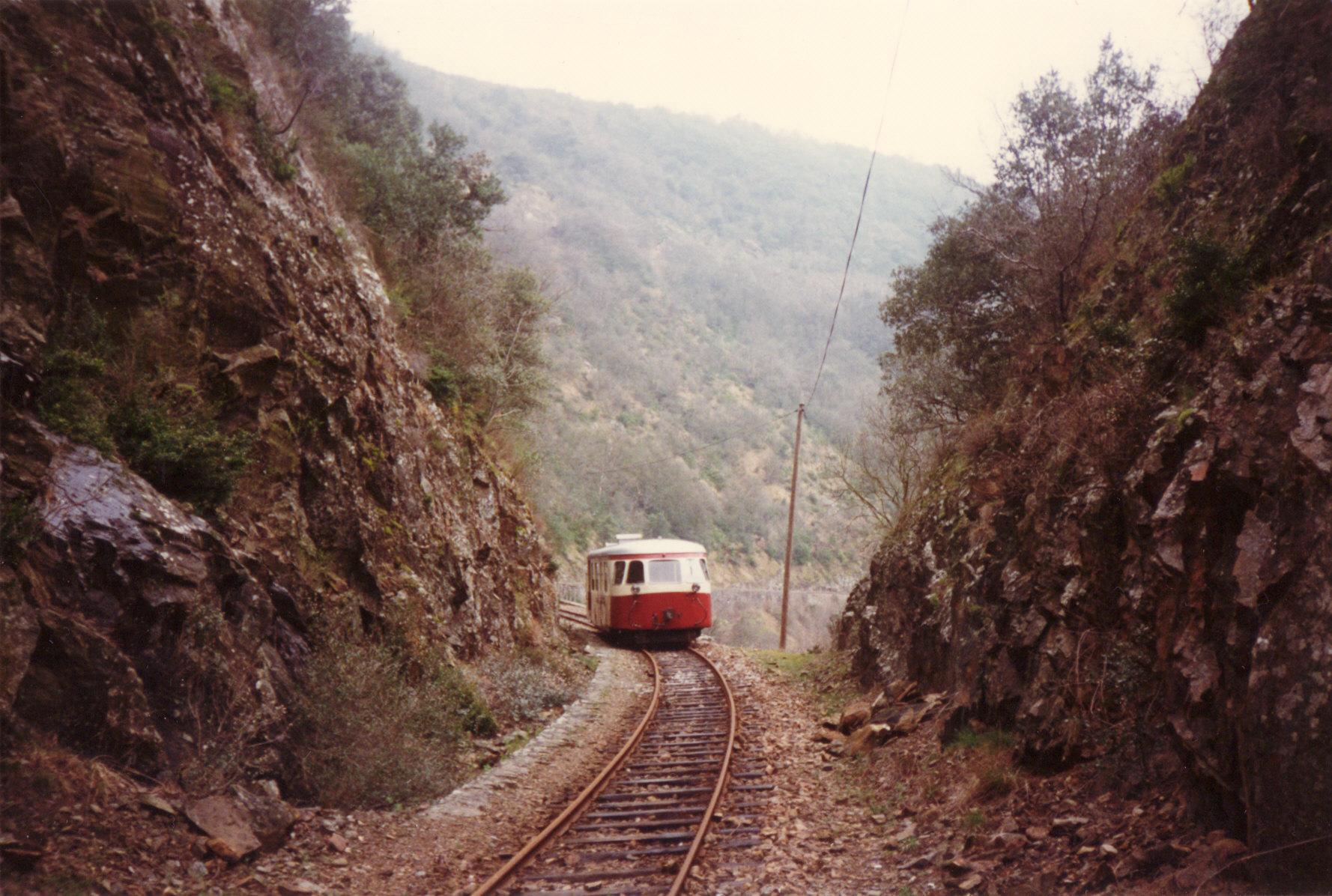
Autorail Billard N°314 dans une tranchée ouverte du site rocheux, en aval de la halte de Clauzel et du tunnel de Mordane

La section de 2,2 km qui était en tronc commun avec la SNCF, au départ de Tournon, comprend :
- 2 tunnels passant sous la ville, longs de 640 et 40 mètres
- un ancien viaduc métallique sur le Doux de 165 mètres de long, remplacé par un ouvrage en béton.

La ligne comprend 3 viaducs traversant le Doux :
- le viaduc de Troye, (km 6), 4 arches de 20 m
- le viaduc d’Arlebosc, (km 21), 5 arches de 12 m
- le viaduc du Garnier, (km 23,) 6 arches de 12 m

La ligne comprend un tunnel :
- le tunnel de Mordane, (km 9), longueur: 265 mètres

À ces ouvrages, il faut ajouter plusieurs viaducs et ponts à une, deux ou trois arches. Également des ouvrages construits à flanc de montagne avec des arches en courbe accrochées à la roche.

### Les installations pour la traction vapeur
On trouve des installations spécifiques pour la traction à vapeur sur la ligne, prévues pour le fonctionnement des locomotives :
- Des ponts tournants : quatre, d'une longueur de 8 mètres, 1 à Tournon, 1 à Lamastre et Saint-Jean-de-Muzols et un autre de 12 mètres à Colombier-le-Vieux
- L'alimentation en eau : cinq grues à eau alimentées par un château d'eau. Il en existe 1 à Tournon, 1 à Saint-Jean-de-Muzols, 2 à Boucieu et 1 à Lamastre.
- Des quais à charbon : trois, 1 à Tournon, 1 à Saint-Jean-de-Muzols et 1 à Lamastre.
- Des fosses de visites : deux, 1 à Tournon et 1 à Lamastre.

## Ambulant postal

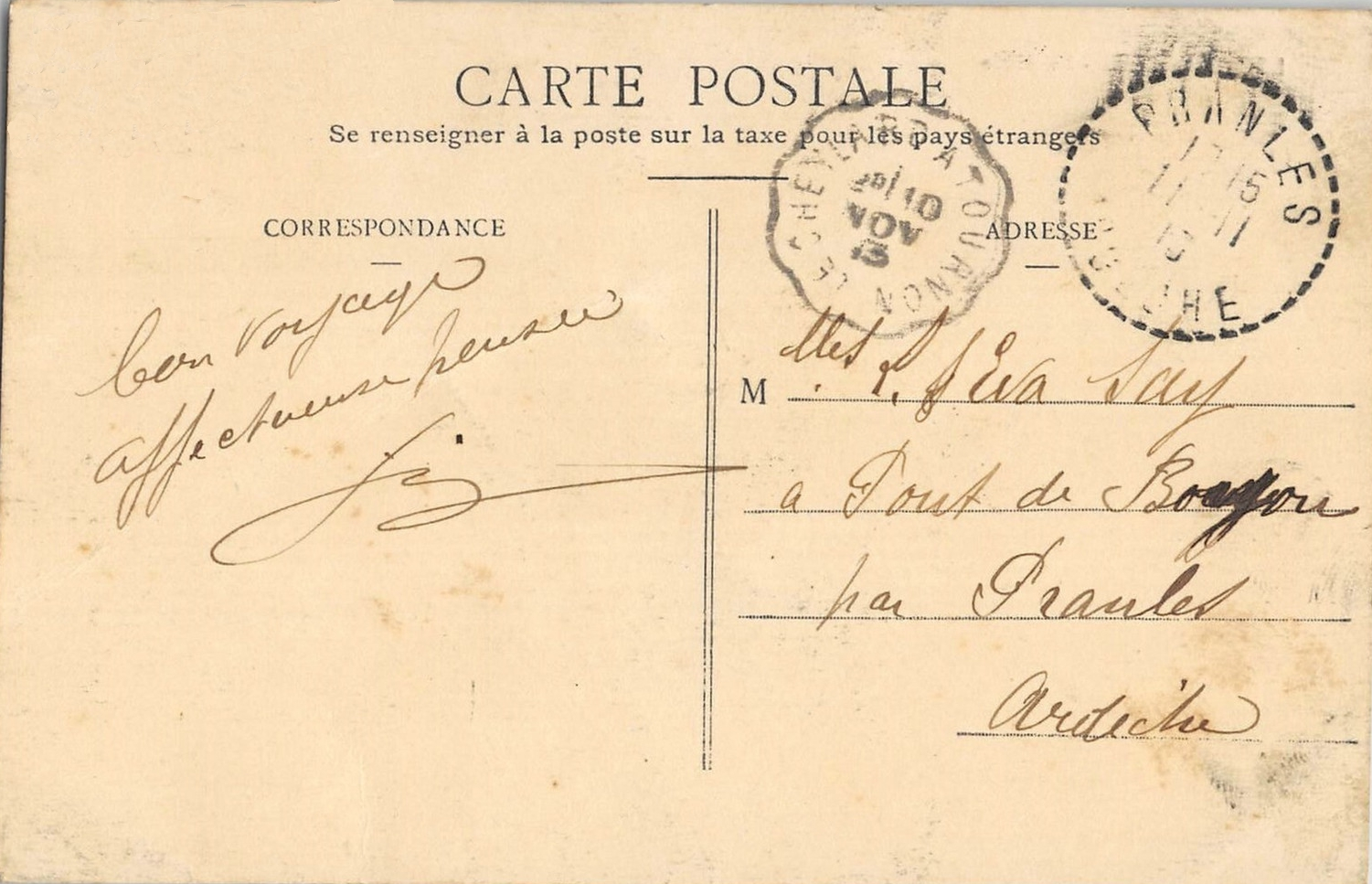
Timbre à date crénelé d'ambulant postal sur la ligne du Cheylard à Tournon daté du 10 novermbre 1913.

Un service d'ambulant postal a fonctionné sur cette ligne avant la guerre 14. Les lettres étaient déposées dans les gares et, dans le train, un employé oblitérait la lettre avec un timbre à date rond à créneaux, typique des cachets d'ambulants postaux français du début du XXe siècle.

## Exploitation touristique
À la fermeture du réseau du Vivarais en 1968, un groupe d’amateurs passionnés décide de sauvegarder une partie du réseau et son matériel roulant. Le 14 juin 1969 une exploitation touristique démarre entre Saint-Jean-de-Muzols et Lamastre. La société CFTM (Chemin de Fer Touristique de Meyzieu) assure l'exploitation, suppléée par l'association  Sauvegarde et gestion de véhicules anciens (SGVA). Il faut attendre février 1970 pour accéder à la gare SNCF de Tournon.

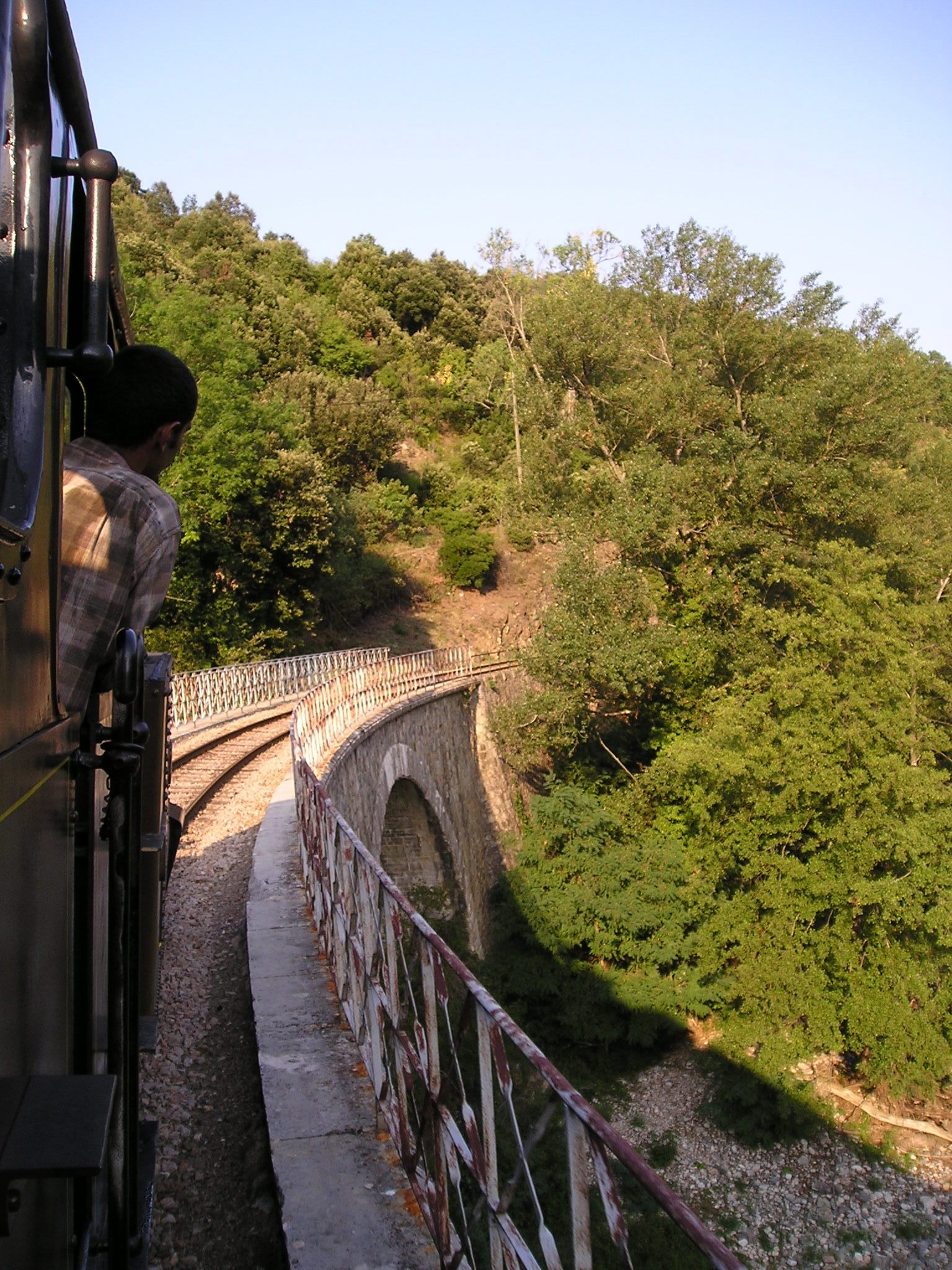
Passage d'un viaduc.
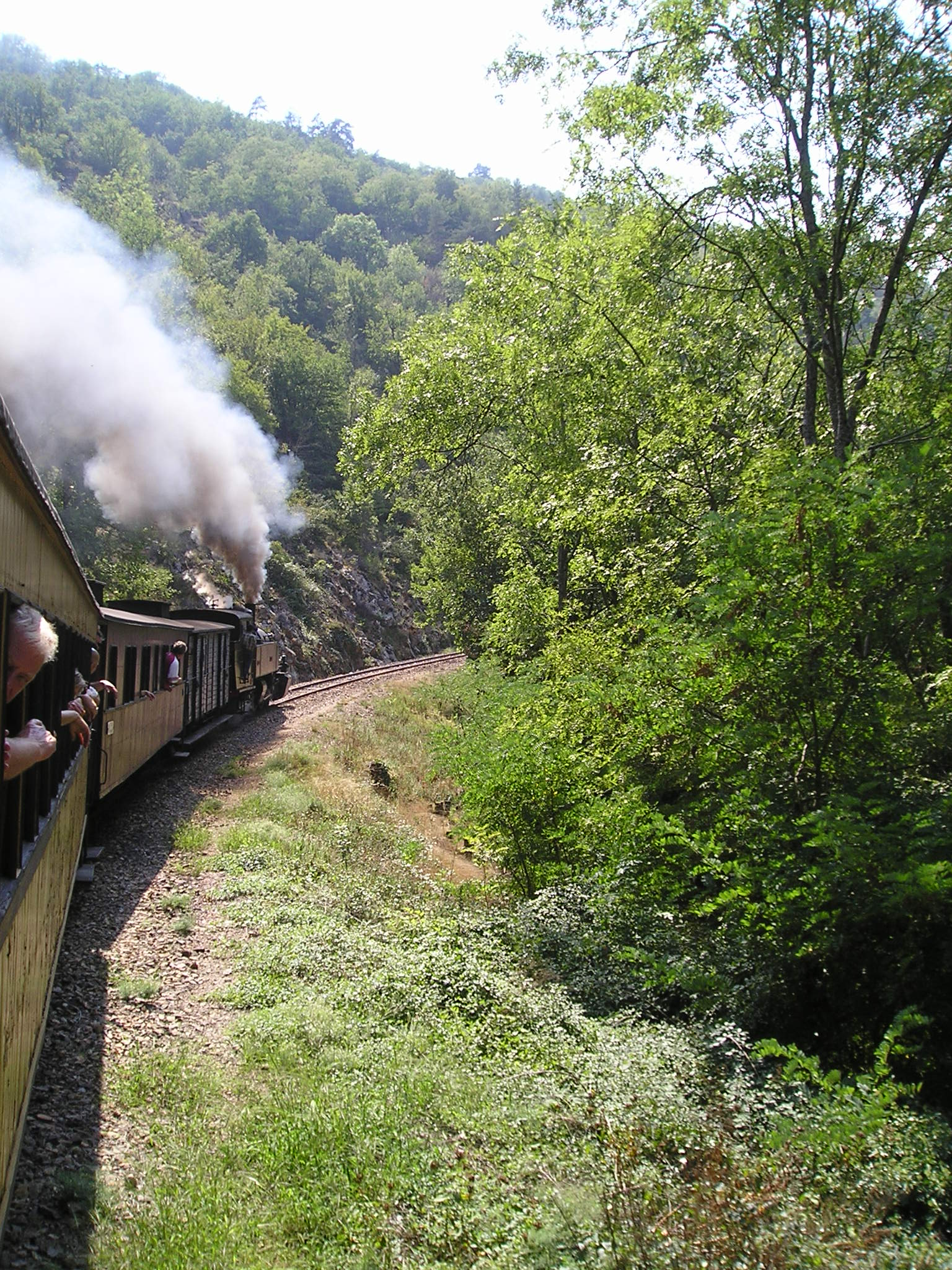
Dans les Gorges du Doux.
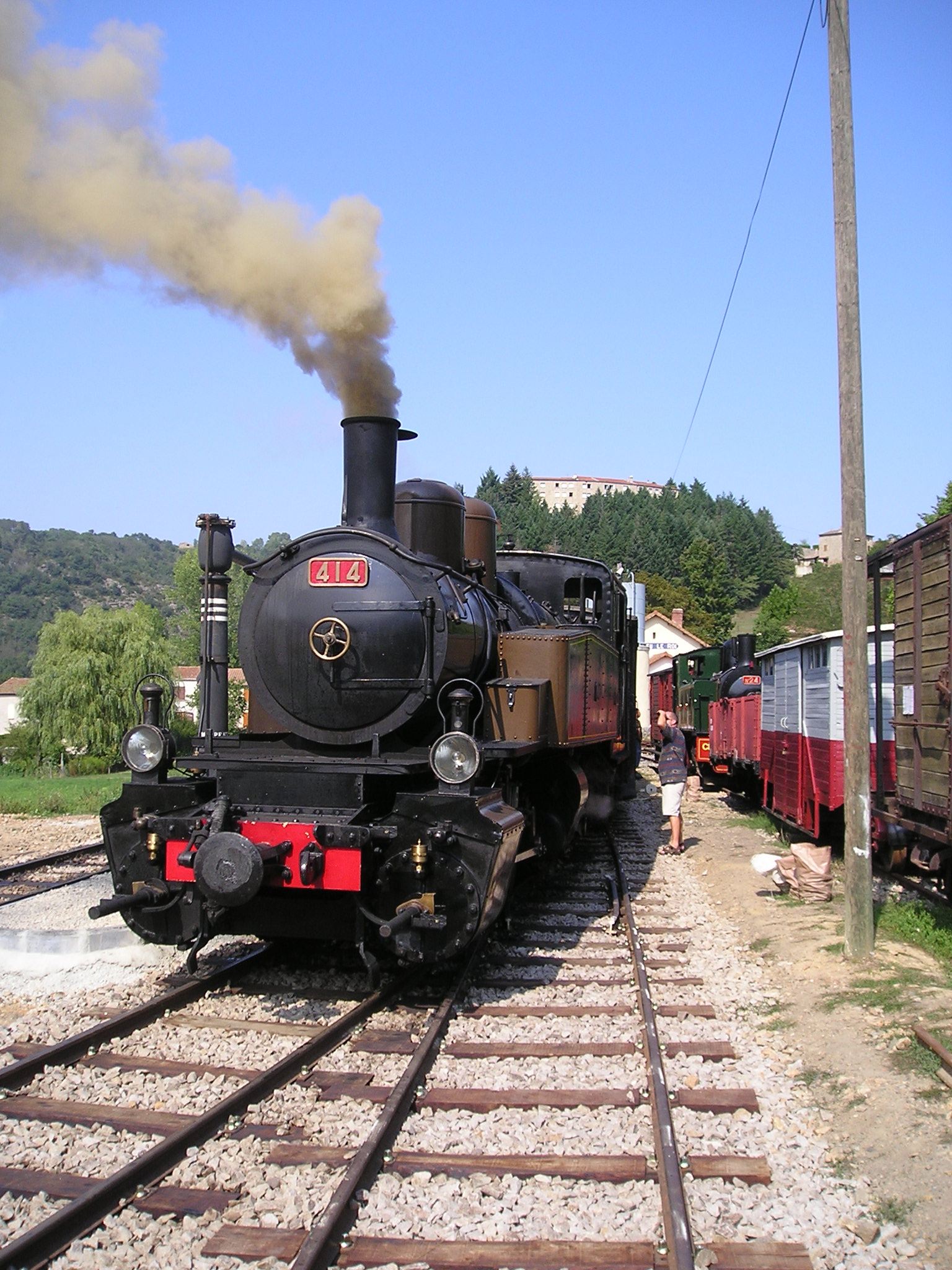
En gare de Boucieu-le-Roi, la 414 prend de l'eau.
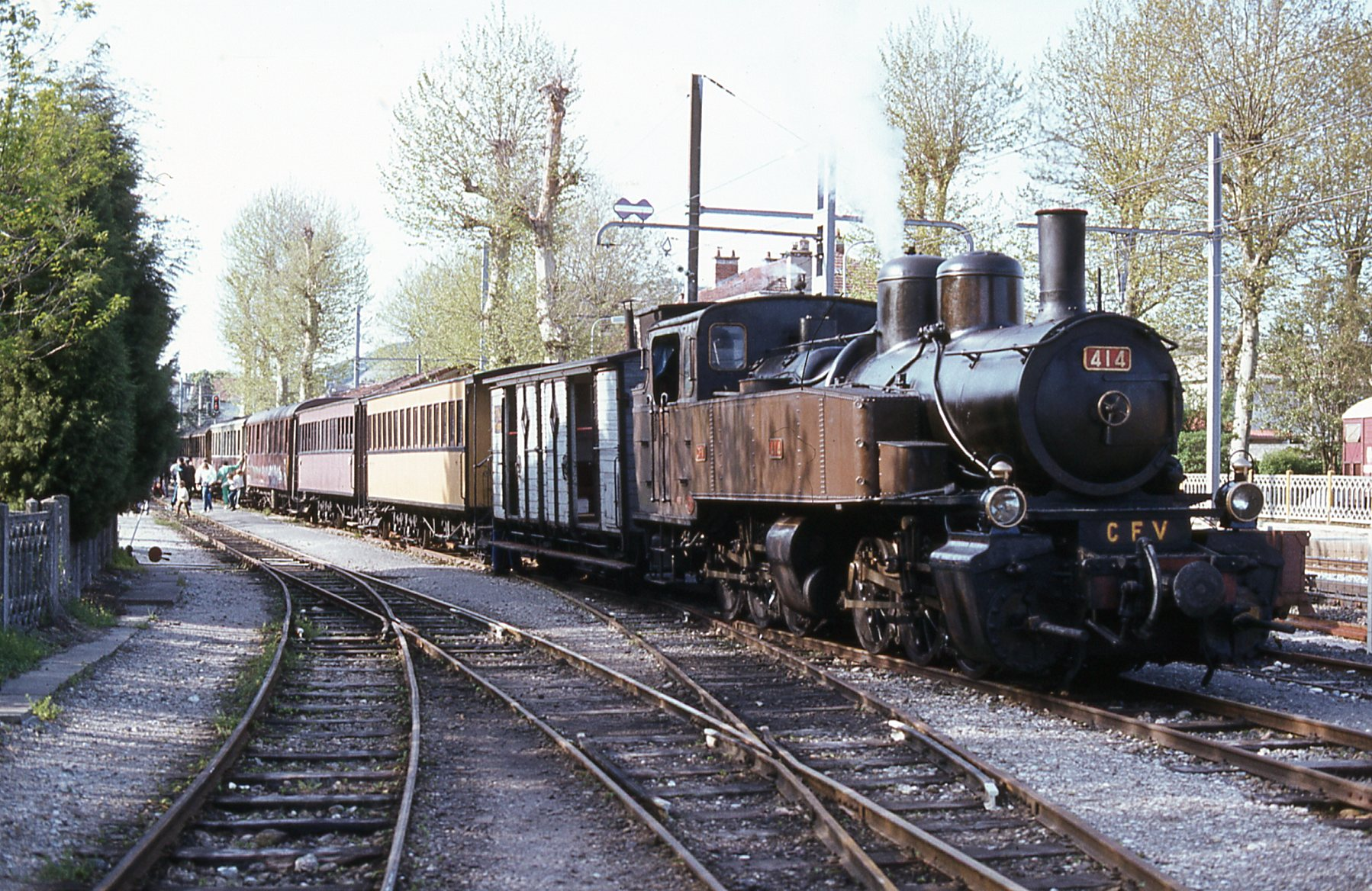
Un train en gare de Tournon
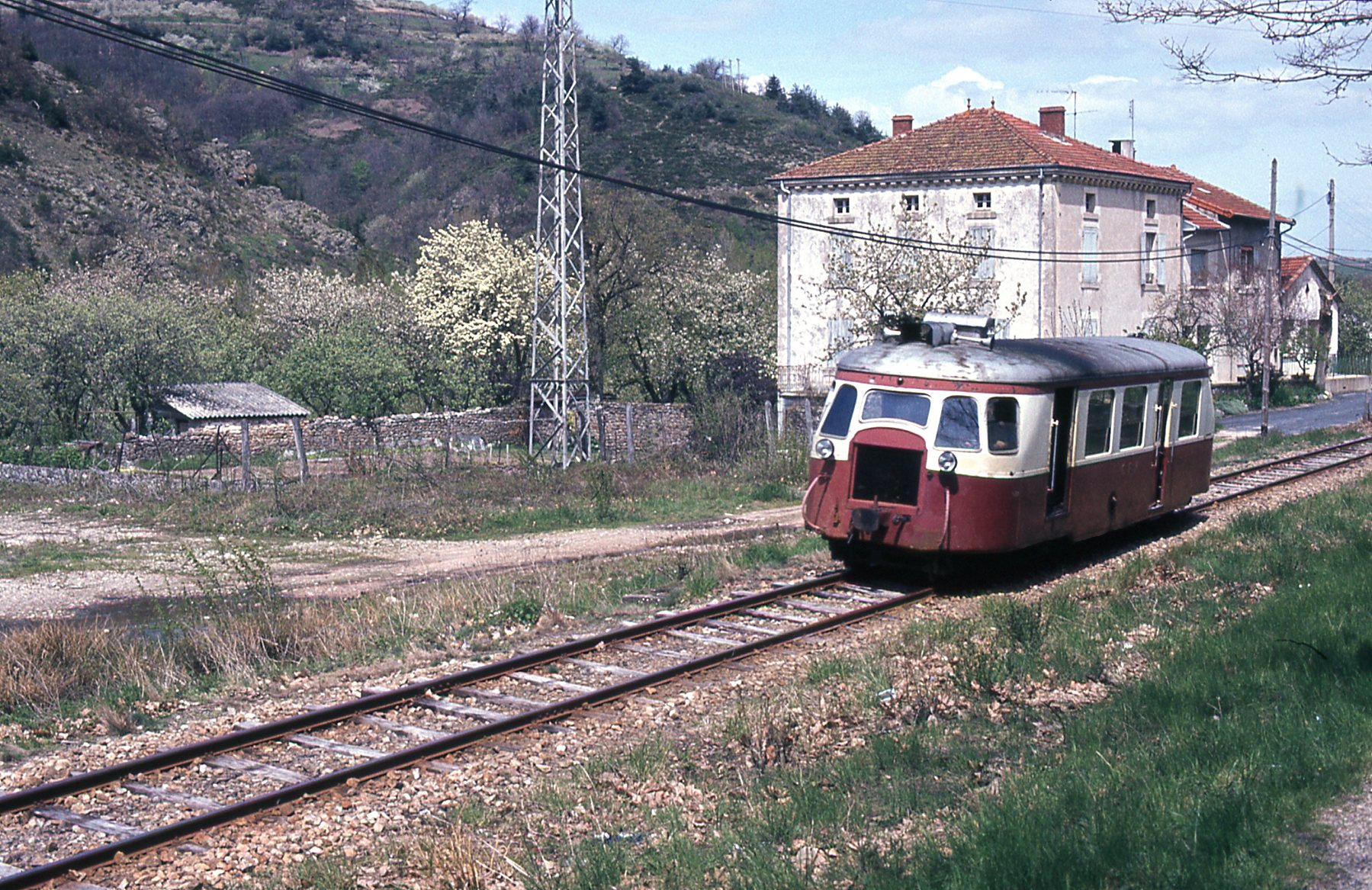
Autorail Billard arrivant à Lamastre

### Exploitation jusqu'en 2008
La nouvelle ligne Tournon - Lamastre, longue de 33 km, est officiellement inaugurée le 18 avril 1970. Le départ se fait de Tournon. En 1973, le CFV est contraint d’acheter le matériel roulant, la voie ferrée et les gares. La société CFTM devient l'un des seuls exploitants de chemins de fer touristiques propriétaire des infrastructures et du matériel roulant.
Jusqu'au début de l'année 2008, les circulations avaient lieu des mois d'avril à octobre les dimanches et jours fériés, et étaient quotidiennes en juillet et août. Le trajet complet en train à vapeur durait 2 heures.
Après avoir fonctionné sans aucune aide pendant 35 ans, le CFV a dû chercher un partenaire. Le département de l’Ardèche devenait actionnaire majoritaire du CFV en 2004, lors de la réalisation de la Société d'économie mixte (SEM) se substituant au CFTM, avec engagement du département d'effectuer un apport de fonds correspondant au prorata des actifs du CFTM. Ces apports de fonds devaient être concrétisés sous la forme d'investissements sur la voie et le matériel roulant.
Cependant, ces investissements restaient en grande partie réalisés sur les fonds propres de la société, créant ainsi un déficit d’exploitation. Ainsi, 7 km de voies ont pu être refaits, mais les locomotives à vapeur, très coûteuses à entretenir, se retrouvent hors d'état de circuler au début de la saison 2008, conduisant à la fermeture du réseau.

### Interruption de l'exploitation
Le 10 avril 2008, le conseil général de l’Ardèche, actionnaire majoritaire du Chemin de Fer du Vivarais prenait la décision de suspendre les circulations pour l'année 2008. L'association de soutien du CFV, la SGVA tente d'encourager la reprise, et intervient régulièrement sur le réseau, pour limiter la dégradation de l'infrastructure et du matériel roulant.

### Activités depuis 2011
En 2011, une exploration avec des vélo-rails à la descente et un autorail au retour a été mise en place dans l'attente du retour de la traction vapeur. C'est la société de gestion de sites culturels et touristiques Kléber Rossillon qui est chargée de mettre en place le Vélorail des Gorges du Doux. Il emprunte la voie ferrée sur douze kilomètres.

### Rénovation et reprise des activités ferroviaires en 2013
En mai 2012, l'attribution de subventions de la part de la Région Rhône-Alpes, (145 000 euros), du Département de l'Ardèche (150 000 euros), et de l’État (90 000 euros), ainsi que les participations des communautés de communes du Tournonais et de Lamastre, des sociétés  les « Courriers Rhodaniens », et « Kléber Rossillon », permettent  la relance de l'activité ferroviaire pour la saison touristique 2013.
Le projet complet comprend une nouvelle gare située à l'entrée des gorges du Doux à 3 km de Tournon-sur-Rhône (appelée gare de Tournon-Saint-Jean), la rénovation de la gare de Lamastre avec un parking de 209 places, une vingtaine de places pour autobus et camping-cars ainsi que la modernisation et la création de nouvelles infrastructures, (Renouvellement de voie, ouvrages d'arts consolidés après contrôles).
L'investissement total prévisionnel est de 3,304 millions d’euros répartis sur vingt-cinq ans.
L'exploitation a été confiée à une société qui a pris le nom de « SNC Chemin de Fer du Vivarais » conduite par les sociétés « Kléber Rossillon » et « Courriers Rhodanien ».

### Voyageurs transportés pendant l'exploitation touristique
Une importante fréquentation a eu lieu dès l'ouverture, avec des résultats dépassant les espérances des promoteurs de la ligne. Le chiffre s'est ensuite stabilisé sur trente années (1974-2004), toujours compris entre 48 000 et 58 000 voyageurs. Les meilleures années ont été 2000 à 2002, avec un record en 2001 de 69 117 voyageurs.
Rappelons que le chiffre est calculé sur le nombre d'Aller - Retour et non de trajets simples, comme certaines lignes touristiques ou de transports. De ce fait, il faudrait multiplier ce chiffre par deux pour obtenir une évaluation comparable avec les autres lignes de chemin de fer.
- En 1986, on comptait un nombre total de voyageurs de 832 911.
- En 1990, le chiffre de 1 042 842 voyageurs est atteint.
- En 2000, le chiffre de 1 564 405 voyageurs est atteint.

En 2025, la ligne met en service une liaison dédiée aux cyclotouristes souhaitant aller de la ViaRhôna à la Dolce Via.
Nombre de voyageurs par année :
| Année | Voyageurs |
| ----- | --------- |
| 1969  | 9259      |
| 1970  | 18 917    |
| 1971  | 33 280    |
| 1972  | 36 726    |
| 1973  | 41 480    |
| 1974  | 50 412    |
| 1975  | 50 288    |
| 1976  | 52 400    |
| 1977  | 53 700    |
| 1978  | 57 000    |

| Année | Voyageurs |
| ----- | --------- |
| 1979  | 56 869    |
| 1980  | 53 100    |
| 1981  | 56 500    |
| 1982  | 53 180    |
| 1983  | 54 700    |
| 1984  | 49 600    |
| 1985  | 52 500    |
| 1986  | 53 000    |
| 1987  | 53 800    |
| 1988  | 47 515    |

| Année | Voyageurs |
| ----- | --------- |
| 1989  | 55 654    |
| 1990  | 52 963    |
| 1991  | 56 001    |
| 1992  | 49 323    |
| 1993  | 52 675    |
| 1994  | 48 258    |
| 1995  | 48 393    |
| 1996  | 52 000    |
| 1997  | 49 419    |
| 1998  | 50 915    |

| Année | Voyageurs |
| ----- | --------- |
| 1999  | 54 189    |
| 2000  | 60 389    |
| 2001  | 69 117    |
| 2002  | 65 049    |
| 2003  | 58 828    |
| 2004  | 57 364    |

## Intérêt historique
L'emploi de la traction à vapeur et l'utilisation de véhicules anciens distingue le CFV de bien d'autres chemins de fer touristiques et font de Tournon-Lamastre une "ligne musée".
Les locomotives à vapeur de type Mallet 030-030, conçues en 1902 et 1932, sont des pièces de collection. Leurs conditions d'exploitation confèrent à ce chemin de fer un intérêt historique particulier.
Les locomotives Mallet sont bien adaptées aux voies étroites de montagne. Ce type de machine repose sur un double châssis articulé (la partie avant est mobile, et la partie arrière est fixe). Une articulation permet à la machine de suivre les courbes serrées de 100 m de rayon, rencontrées sur le tracé.
La vapeur alimente successivement le groupe arrière de deux cylindres haute-pression, puis les cylindres du groupe avant basse-pression, ce qui permet de récupérer un surcroit d'énergie motrice pour la traction. Ces locomotives de 48 tonnes tractent des rames de 250 tonnes sur les rampes de forte déclivité du Vivarais (jusqu'à 27/1000).
Le voyageur stationné sur la plateforme de la première voiture de la rame, immédiatement derrière la locomotive, peut observer pendant toute la durée du voyage, la cabine et le travail de l'équipe de conduite. Le mécanicien assure la conduite de la machine et vérifie la pression ainsi que les 50 points de graissage avant le départ. Le chauffeur  enfourne dans la chaudière 1 200 kg de charbon à la montée et seulement 200 kg à la descente, tout en alimentant la chaudière en eau (6 à 8 000 litres pour monter, et la moitié pour descendre).
La mise en chauffe d'une locomotive demande près de quatre heures de travail. Sous l'abri de la locomotive, la température peut dépasser 70 °C, obligeant l'équipe de conduite à rechercher l'air frais par les ouvertures.

## Anecdotes
La petite gare Saint-Jean-de-Muzols qui se trouve juste avant Tournon enregistra des records d'affluence entre 1942 et 1944. L'occupant allemand fouillant les voyageurs au terminus, les passagers chargés de produits destinés au marché noir, préféraient descendre à l'arrêt précédent.

## Matériels roulants
Le chemin de fer du Vivarais et les associations liées préservent 149 véhicules dont 35 classés au titre objet des Monuments historiques, dont 6 locomotives à vapeur de type Mallet construites entre 1902 et 1932.
Les listes suivantes ne sont pas exhaustives et devront être complétées ou actualisées au fil du temps (dernière actualisation en février 2024) :

### Matériels moteurs

#### Locomotives à vapeur
| Locomotives | Type            | Origine                               | Constructeur et date | Numéro constructeur | Informations techniques | Photo |
| ----------- | --------------- | ------------------------------------- | -------------------- | ------------------- | --- | ----- |
| 401         | Mallet 030+030T | CFD                                   | SLM Winterthur, 1902 | 1406                | Garée à Lamastre à l'état d'épave. |       |
| 403         | Mallet 030+030T | CFD                                   | SLM Winterthur, 1903 | 1491                | En service continu de 1993 à 2006. · Restaurée avec une chaudière neuve · et remise en service le 26 juin 2013. · Classé MH (1987)                                     |       |
| 404         | Mallet 030+030T | CFD                                   | SLM Winterthur, 1903 | 1492                | En service continu de 1993 à 1995. |       |
| 413         | Mallet 030+030T | CFD                                   | SACM, 1932           | 7628                | Restaurée en 1986, arrêtée en 2001. |       |
| 414         | Mallet 030+030T | CFD                                   | SACM, 1932           | 7629                | Restaurée en 1972, arrêtée en 2007. Restaurée à nouveau avec une chaudière neuve et remise en service le 17 juillet 2015.                                              |       |
| 104         | Mallet 020+020T | PO-Corrèze                            | Blanc-Misseron, 1906 | 340                 | Restaurée en 1997, arrêtée en 2006. Propriété de la SGVA. Transférée aux ateliers de Lamastre en mars 2022 pour une remise en état de marche.                          |       |
| E.327       | 230T            | Réseau breton                         | Fives-Lille, 1909    | 3582                | Arrivée en bon état en 1969, · en service sur le CFV dès 1970. · Transférée aux GECP en 1979. · Classé MH (1987)                                                       |       |
| 22          | 040T            | entreprise Paul Frot à Meaux          | Corpet-Louvet, 1923  | 1614                | Remise en état de présentation en 1985 puis en monument à Isardrome sur l'A7. Transférée aux VFV en 2004. Remise en service pour la saison 2011. Propriété de la FACS. |       |
| 24          | 040T            | entreprise Paul Frot à Meaux          | Corpet-Louvet, 1923  | 1616                | Restaurée en 1974. Transférée à la SABA en 2009. Propriété de la FACS.                                                                                                 |       |
| 31          | 030T            | Tramways de l’Ouest du Dauphiné (TOD) | Pinguély, 1909       | 240                 | Restaurée en 1978. · Propriété de la SGVA. En cours de restauration à Boucieu le Roi. · Classé MH (1987)                                                               |       |
| 103         | 030T            | Chemins de fer du Morbihan            | Pinguély, 1905       | 167                 | En monument "pot de fleurs" à Tournon de 1991 à 2017. Transférée à la SABA le 2 mai 2017                                                                               |       |

#### Autorails
Les autorails « Billard » sont conçus dans les années 1930 pour un service rapide sur des lignes secondaires aux voies légères. Ils ont une puissance de 80 et 150 chevaux et peuvent atteindre la vitesse de 55 km/h.
| Autorails  | Constructeur et type | Origine                              | Année | Numéro constructeur | Observations | Photo |
| ---------- | -------------------- | ------------------------------------ | ----- | ------------------- | --- | ----- |
| 213        | Billard A 150 D      | ex CFD Vivarais                      | 1938  | 2009                | Classé MH (1996), en service |       |
| 214        | Billard A 150 D      | ex CFD Vivarais                      | 1940  | 2025                | en service |       |
| 314        | Billard A 80 D       | ex CFD Charentes                     | 1937  | 1006                | arrêté depuis 2007, garé a Lamastre en attente de restauration                                                                         |       |
| 316        | Billard A 80 D       | ex CFD Charentes                     | 1939  | 1025                | en service |       |
| 207        | De Dion-Bouton ND    | ex CFD Vivarais                      | 1935  | 125                 | garé a Lamastre en attente de restauration                                                                                             |       |
| ZM 8, ZR 4 | Brissonneau et Lotz  | ex réseau du Var (Toulon St Raphaël) | 1935  | -                   | en attente de restauration a Tournon Classé MH (1996)                                                                                  |       |
| X 2001     | CFD - Montmirail     | ex-Chemins de fer de la Corse        | 1975  | -                   | arrivé sur le CFV le 29 janvier 2016. Démoli en octobre 2021, après récupération de pièces pour les Chemins de fer de Provence.        |       |
| X 2002     | CFD - Montmirail     | ex-Chemins de fer de la Corse        | 1975  | -                   | arrivé sur le CFV le 4 juillet 2016. Démoli en octobre 2021, après récupération de pièces pour les Chemins de fer de Provence.         |       |
| X 2005     | CFD - Montmirail     | ex-Chemins de fer de la Corse        | 1976  | -                   | arrivé sur le CFV le 30 juin 2016. Démoli en octobre 2021, après récupération de pièces pour les Chemins de fer de Provence.           |       |
| X 5001     | CFD - Montmirail     | ex-Chemins de fer de la Corse        | 1981  | -                   | arrivé sur le CFV le 29 janvier 2016 , en service.                                                                                     |       |
| X 5002     | CFD - Montmirail     | ex-Chemins de fer de la Corse        | 1982  | -                   | arrivé sur le CFV le 29 janvier 2016, brûlé à la suite d'un incident technique. Fin de service : 2019. (Pas de restauration en cours). |       |

- Société des Anciens Établissements Billard & Cie, Tours
- Établissements De Dion Bouton, Puteaux, Hauts-de-Seine

#### Locotracteurs
| Locotracteurs | Constructeur et type | Origine                                                                            | Année | Numéro constructeur | Observations                                                              | Photo |
| ------------- | -------------------- | ---------------------------------------------------------------------------------- | ----- | ------------------- | ------------------------------------------------------------------------- | ----- |
| X             | CFD Montmirail       | ex CFD Yonne / châssis loco 23 St Léonard (726) 1887                               | 1948  | 107A                | en service                                                                |       |
| Y             | CFD Montmirail       | ex CFD Yonne / châssis loco 24 St Leonard (727) 1887                               | 1948  | 107B                | en service                                                                |       |
| PE-5          | Pétolat (Dijon)      | ex CFD Saône et Loire                                                              | 1930  |                     | Transféré par la SGVA à Boucieu-le-Roi le 10 mars 2020 pour restauration. |       |
| BB 404        | CFD Montmirail       | ex-CFD Vivarais / Chemins de fer de la Corse                                       | 1963  |                     | ex-CFD Vivarais 040-003 de retour sur le CFV en 2011 en état de marche    |       |
| BB 405        | CFD Montmirail       | ex-Chemins de fer de la Corse                                                      | 1966  |                     | arrivé sur le CFV en 2011 en attente de restauration                      |       |
| T 62 type BB  | Brissonneau et Lotz  | ex-Chemins de fer de Provence                                                      | 1951  |                     | arrivé sur le CFV le 20 octobre 2022 en attente de restauration           |       |
| T 66 type BB  | Brissonneau et Lotz  | ex-Voies Ferrées du Dauphiné / Chemins de fer du Jura / Chemins de fer de Provence | 1950  |                     | arrivé sur le CFV le 20 octobre 2022 en service                           |       |

- le X et le Y construit par les CFD à Montmirail, (3 essieux moteurs transmission à bielles)
- le Pétolat construit à Dijon, (2 essieux transmission à chaine)
- Société Anonyme des usines A. Pétolat, Dijon (Côte d'Or)

#### Draisines
| Draisines | Constructeur et type | Prigine          | Année | Numéro constructeur |
| --------- | -------------------- | ---------------- | ----- | ------------------- |
| 1         | Campagne             | CFD              | 1932  | 1696                |
| 2         | Campagne             | CFD              | 1932  | 1704                |
| 3         | Billard "DU 50"      | entreprise de TP | 1957  | -                   |

- Ernest Campagne & Cie, 45 Bd de Belleville, Paris 11e

### Voitures à voyageurs
Le parc se compose de trois rames :
| Voitures Vivarais        | Constructeur | Origine | Année | Type    | Observations                                                                  |
| ------------------------ | ------------ | ------- | ----- | ------- | ----------------------------------------------------------------------------- |
| AAB 1609                 | De Dietrich  | CFD     | 1931  | bogies  | Incendiée en 2014 · Classé MH (1992)                                          |
| CCC 1658                 | De Dietrich  | CFD     | 1931  | bogies  | garée à Lamastre en attente de restauration · Classé MH (1992)                |
| CCC 1661                 | De Dietrich  | CFD     | 1927  | bogies  | garée à Lamastre en attente de restauration · Classé MH (1992)                |
| CCC 1662                 | De Dietrich  | CFD     | 1927  | bogies  | Incendiée en 2014 · Classé MH (1992)                                          |
| BCifv 1751               | De Dietrich  | CFD     | 1904  | essieux | Classé MH (1992)                                                              |
| Cv 1801-1802             | De Dietrich  | CFD     | 1904  | essieux | Classé MH (1992),                                                             |
| ASfv 1005, voiture salon | De Dietrich  | CFD     | 1902  | essieux | exposée dans le nouveau musée à la gare de Tournon/St-Jean · Classé MH (1992) |

De Diétrich : 

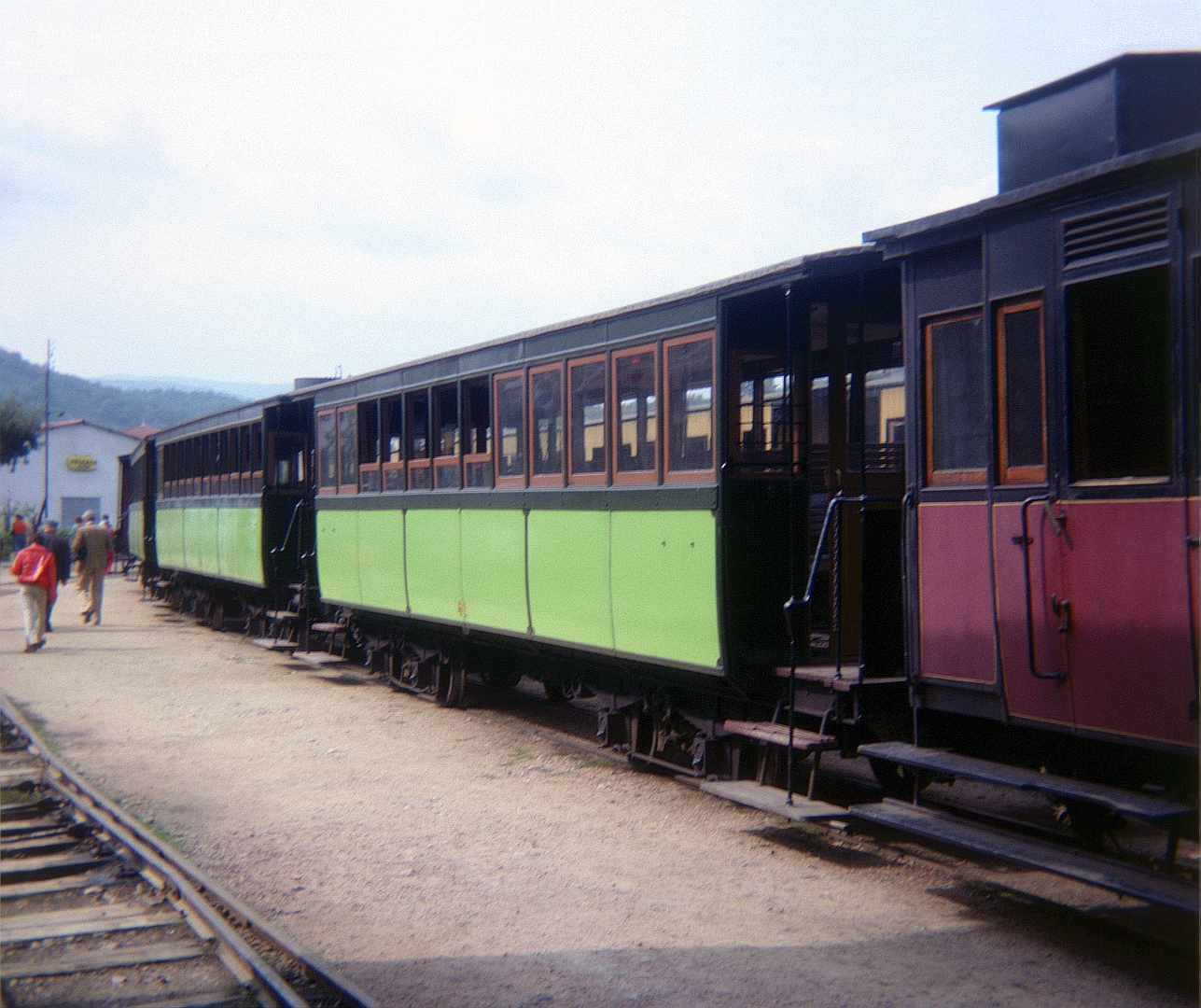
Les voitures ex-Sarthe / POC en gare de Lamastre.

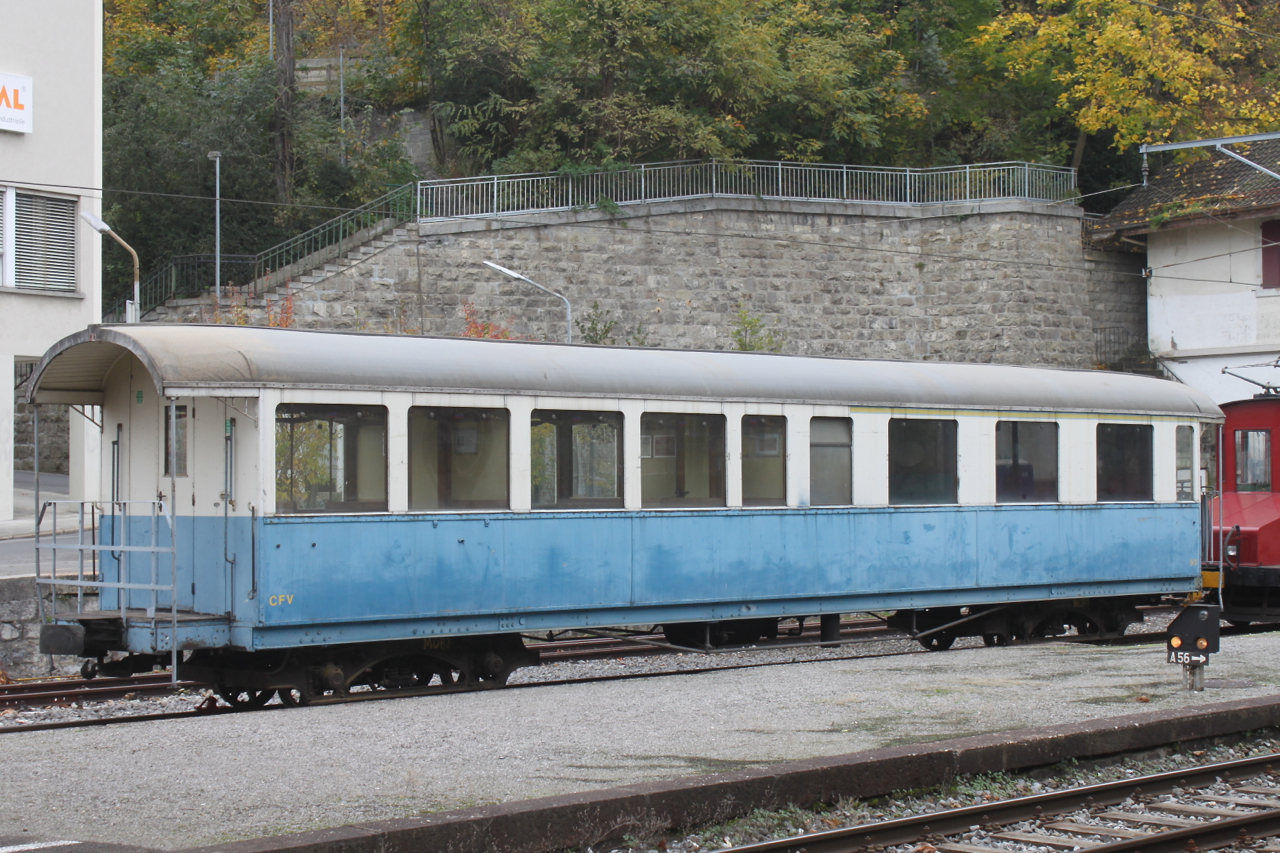
Voiture MOB AB4 93, ici à Vevey le 16 novembre 2013

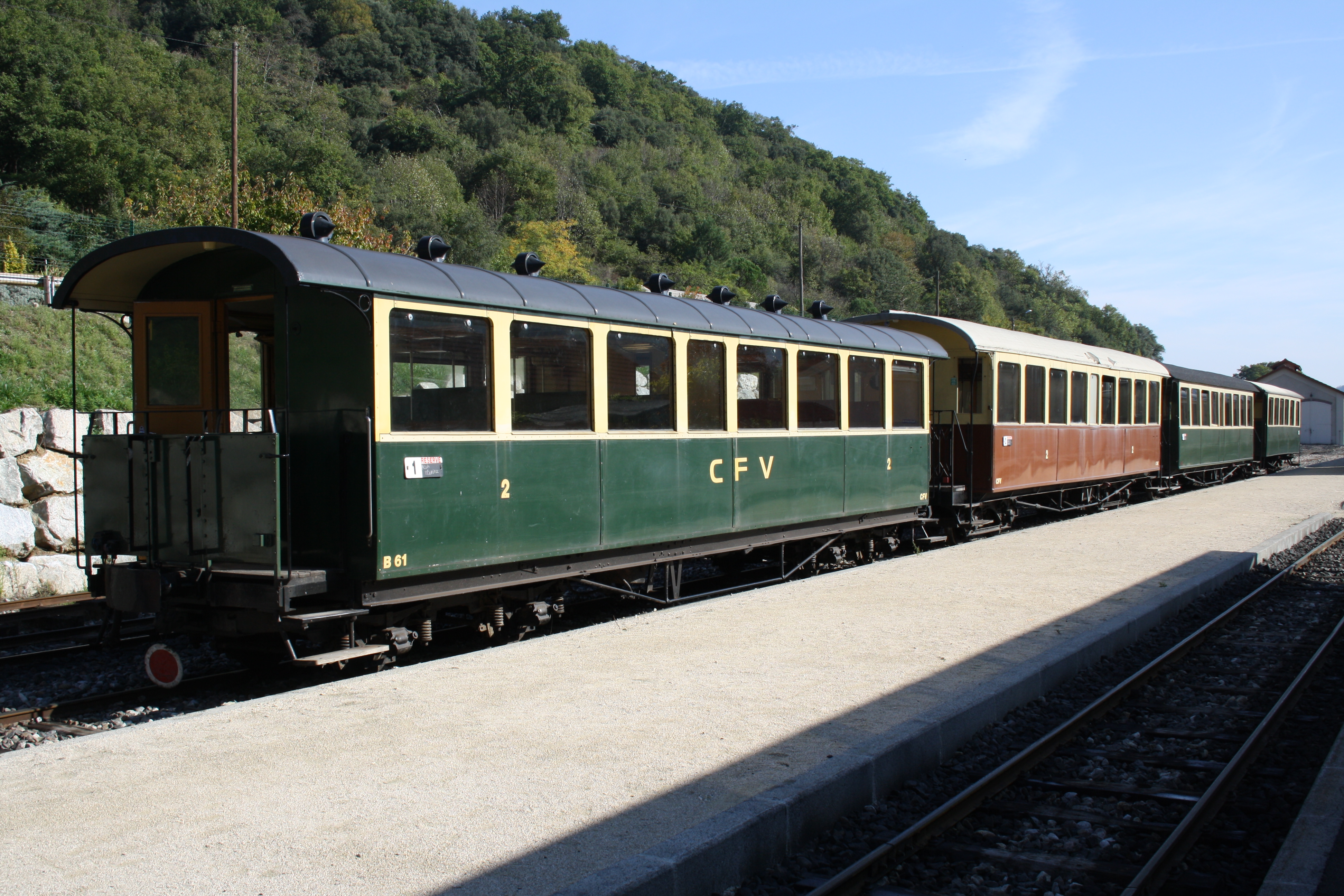
Voiture B 61 ex-St.Gallen - Gais - Appenzell.

- 1879 : Société de Dietrich et Compagnie de Lunéville
- 1905 : Société Lorraine des anciens établissements de Dietrich et Cie de Lunéville,

| Voitures                  | Constructeur         | Origine       | Année | Type   | Observations                                            |
| ------------------------- | -------------------- | ------------- | ----- | ------ | ------------------------------------------------------- |
| AB 88                     | De Dietrich          | Réseau breton | 1913  | bogies | acquise en 2015, ex VFV, propriété SGVA                 |
| AB 89                     | De Dietrich          | Réseau breton | 1913  | bogies | Classé MH (1992), propriété FACS en gestion par la SGVA |
| AB 90                     | De Dietrich          | Réseau breton | 1913  | bogies | cédée par le GECP en échange d'une voiture CP           |
| AB 91                     | De Dietrich          | Réseau breton | 1913  | bogies | acquise en 2015, ex VFV, propriété SGVA                 |
| C 103                     | De Dietrich          | Réseau breton | 1891  | bogies | Classé MH (1992)                                        |
| C 106                     | De Dietrich          | Réseau breton | 1891  | bogies | caisse reconstruite en 2013 Classé MH (1992)            |
| C 112                     | De Dietrich          | Réseau breton | 1895  | bogies | caisse restaurée en 2013                                |
| C 117                     | De Dietrich          | Réseau breton | 1895  | bogies |                                                         |
| C 120                     | Société Franco-Belge | Réseau breton | 1903  | bogies | Transférée aux VFV en 2015                              |
| C 126                     | Société Franco-Belge | Réseau breton | 1903  | bogies | Transférée aux VFV en 2015                              |
| C 134                     | Carel Fouché & Cie   | Réseau breton | 1909  | bogies |                                                         |
| C 136                     | Carel Fouché & Cie   | Réseau breton | 1909  | bogies | en livrée verte                                         |
| ABCdf 14, renumérotée 107 | De Dietrich          | Réseau breton | 1895  | bogies | Classé MH (1992), propriété FACS en gestion par la SGVA |
| AS 1000, voiture salon    | De Dietrich          | Réseau breton | 1903  | bogies |                                                         |

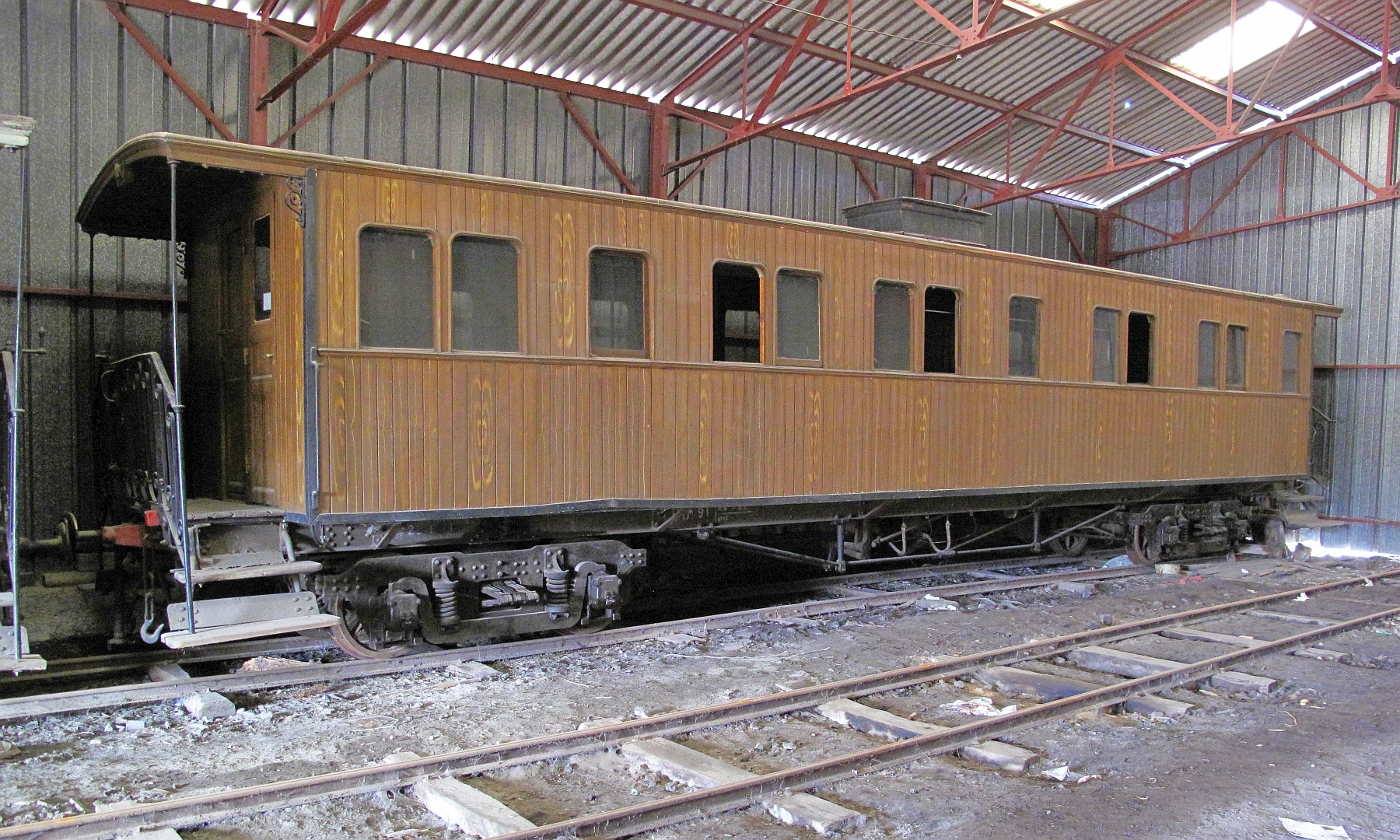
La voiture AB 91 à Tence.

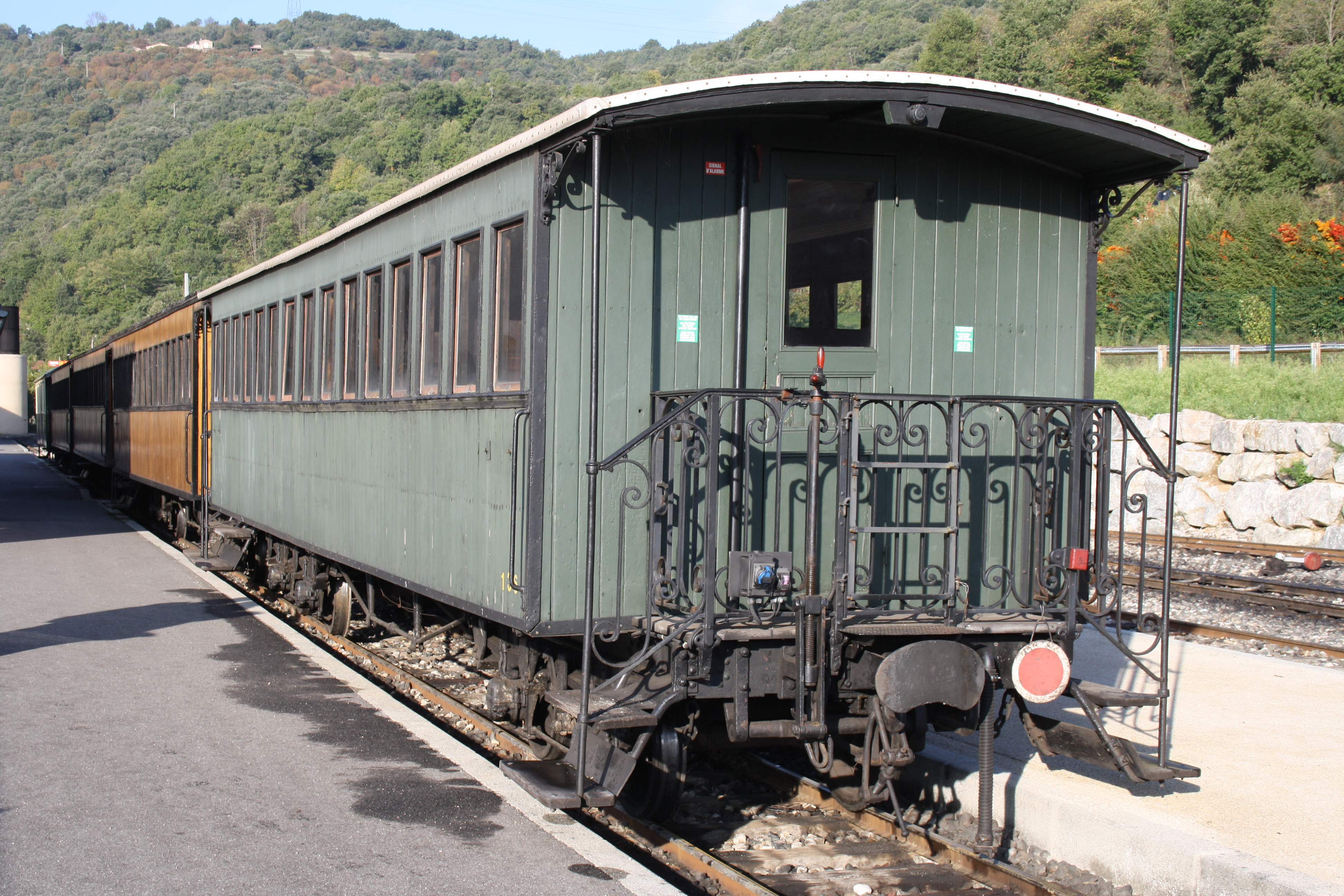
La voiture C 136 à Tournon St-Jean.

- Société franco-belge de matériel de chemin de fer, Raismes, Nord

| Voitures | Constructeur       | Origine                          | Année | Type   | Observations                                                              |
| -------- | ------------------ | -------------------------------- | ----- | ------ | ------------------------------------------------------------------------- |
| B 39-41  | Carel Fouché & Cie | Tramways de la Sarthe/PO-Corrèze | 1909  | bogies | transférées à la SABA en 2009 · Classé MH (1992), · Propriété de la FACS. |

- Ets. Carel Fouché et Cie, Le Mans, Sarthe

| Voitures   | Constructeur | Origine                                                        | Année        | Type    | Observations                         |
| ---------- | ------------ | -------------------------------------------------------------- | ------------ | ------- | ------------------------------------ |
| B 313      | SIG          | Bière-Apples-Morges ex SZB                                     | 1921         | bogies  |                                      |
| AB 24      | SIG          | Montreux-Oberland Bernois                                      | 1906         | bogies  |                                      |
| AB 25      | SIG          | Montreux-Oberland Bernois                                      | 1906         | bogies  |                                      |
| C141       | Ringhoffer   | Montreux-Oberland Bernois ex B41                               | 1911         | bogies  |                                      |
| B42        | Ringhoffer   | Montreux-Oberland Bernois ex 42                                | 1911         | bogies  |                                      |
| AB 93      | Ringhoffer   | Montreux-Oberland Bernois                                      | 1911         | bogies  |                                      |
| AB 51-B 61 | SIG          | St.Gallen - Gais - Appenzell                                   | 1910         | bogies  |                                      |
| 241        | SIG          | GFM ex CFF Brunig 801                                          | 1925 et 1930 | bogies  | caisse détruite en 2012              |
| 246        | SIG          | GFM ex CFF Brunig 820                                          | 1925 et 1930 | bogies  | incendiée en 2014                    |
| 248        | SIG          | GFM ex CFF Brunig                                              | 1925 et 1930 | bogies  | caisse détruite arrivée en août 2024 |
| 202, 205   | SWS          | C.F. Électriques Veveysans                                     | 1911         | essieux | incendiées en 2014                   |
| 221        | Geissberger  | GFM ex Chatel Saint Denis - Palézieux                          | 1901         | essieux |                                      |
| A 1227     | FFA-SIG      | Chemins de fer rhétiques                                       | 1962         | bogies  | arrivée le 14 juin 2017              |
| A 1228     | FFA-SIG      | Chemins de fer rhétiques                                       | 1962         | bogies  | arrivée le 22 juin 2017              |
| A 1229     | FFA-SIG      | Chemins de fer rhétiques                                       | 1962         | bogies  | arrivée le 8 juin 2017               |
| A 1230     | FFA-SIG      | Chemins de fer rhétiques                                       | 1962         | bogies  | arrivée le 28 juin 2017              |
| B 242      |              | Chemins de fer rhétiques ex-2272 puis Chemin de fer de la Mure |              | bogies  | arrivée en juin 2021                 |
| B 244      |              | Chemins de fer rhétiques ex-2243 puis Chemin de fer de la Mure |              | bogies  | arrivée en juin 2021                 |
| B 245      |              | Chemins de fer rhétiques ex-2244 puis Chemin de fer de la Mure |              | bogies  | arrivée en juin 2021                 |

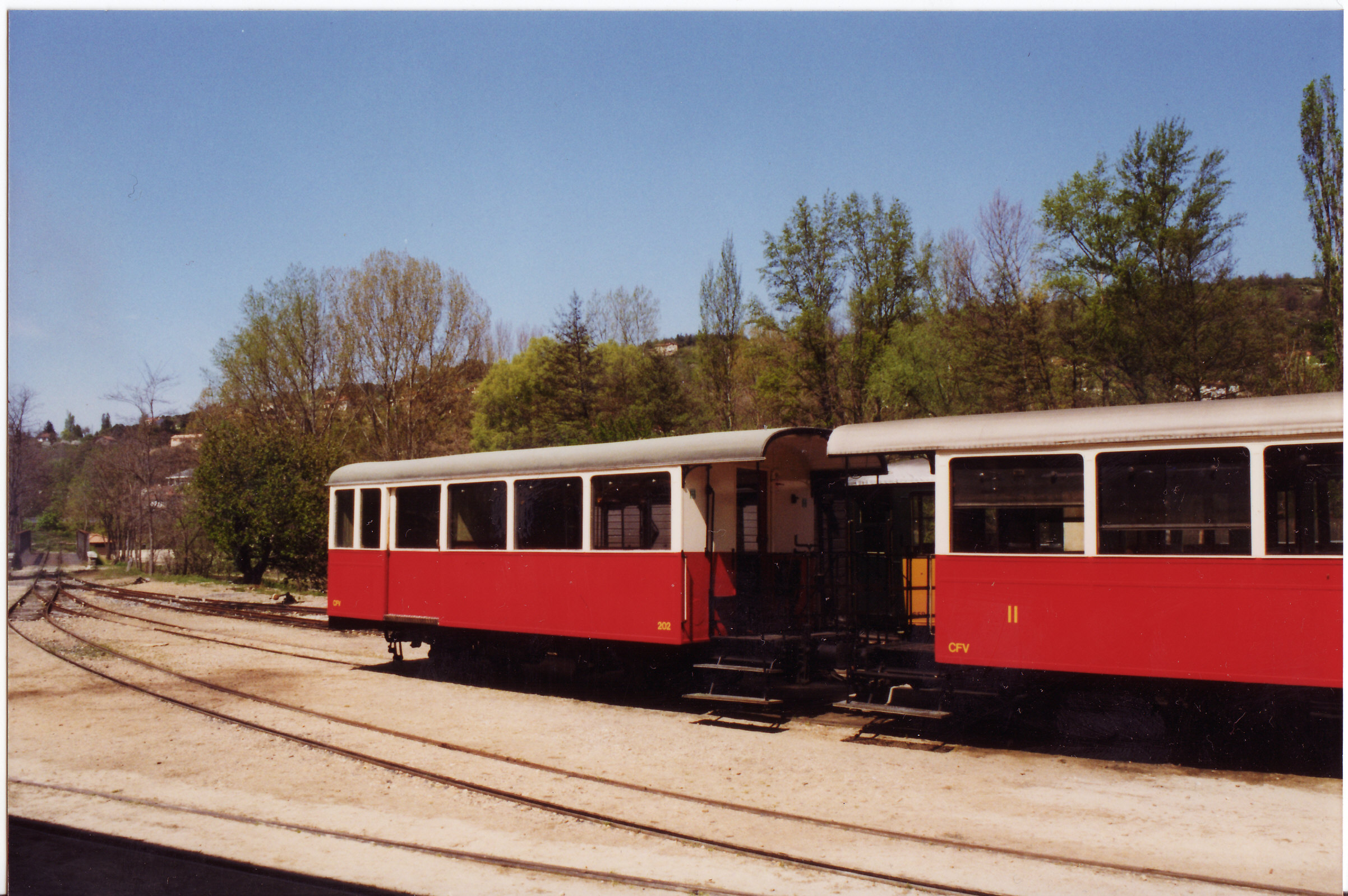
Voitures suisses 202 et 205 ex C.F. Électrique Veveysans, à Lamastre.

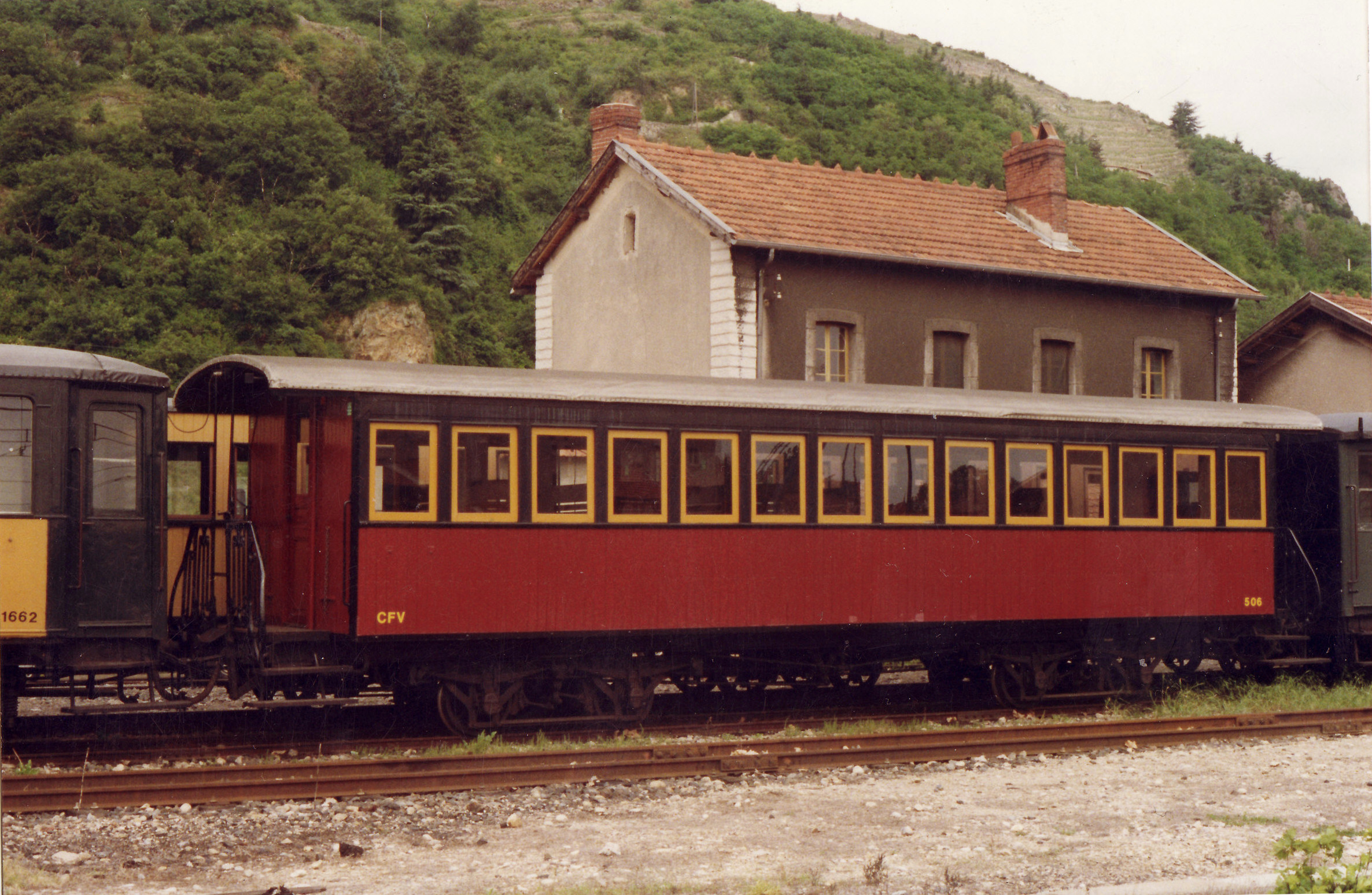
voiture B 506 ex chemin de fer de Provence.

- Franz Ringhoffer, Prag Smichov (Tchéquie)
- SIG : Schweizerische Industrie Gesellschaft, Neuhausen (Suisse)
- SWS : Schweizerische Wagon & Aufzügefabrik AG Schlieren, Zürich (Suisse)
- Ateliers Geissberger & Cie, à Zürich (Suisse)

| Voitures | Constructeur      | Origine                    | Année | Type   | Observations                            |
| -------- | ----------------- | -------------------------- | ----- | ------ | --------------------------------------- |
| B 506    | Desouches & David | Chemins de fer de Provence | 1891  | bogies | rachetée par le GECP · Classé MH (1992) |

- Ets. Desouches, David & Cie, Pantin (Oise).

| Voitures                                         | Constructeur | Origine                  | Année | Type   | Observations                                      |
| ------------------------------------------------ | ------------ | ------------------------ | ----- | ------ | ------------------------------------------------- |
| Gak-bl 5401,5402,5403,5404, 5405,5406,5407,5408, |              | Chemins de fer rhétiques | 1979  | bogies | Wagons couverts transformés à Lamastre en 2012-13 |

### Fourgons à bagages
| Fourgons   | Constructeur et type | Origine                  | Année | Observations                             |
| ---------- | -------------------- | ------------------------ | ----- | ---------------------------------------- |
| DDifv 2607 | De Dietrich          | CFD Vivarais             | 1904  |                                          |
| DDifv 2608 | De Dietrich          | CFD Vivarais             | 1904  |                                          |
| DDifv 2611 | De Dietrich          | CFD Vivarais             | 1904  |                                          |
| DDifv 2612 | De Dietrich          | CFD Vivarais             | 1904  |                                          |
| Df 225     | ?                    | Réseau breton            | 1913  | transféré sur le SABA · Classé MH (1992) |
| Efv 901    | CFMCF                | CF La Mure-Gap           | 1932  |                                          |
| D 4210     | FFA-SIG              | Chemins de fer rhétiques | 1961  | arrivé en décembre 2021                  |
| D 4212     | FFA-SIG              | Chemins de fer rhétiques | 1961  | arrivé le 1er juin 2017                  |

- CFMCF : Compagnie Française de Matériel de Chemin de fer, Maubeuge, Ardennes.

### Wagons de marchandises
- Wagons à 2 essieux

| Wagons couverts            | Origine                    | Constructeur | Année | Observations                    |
| -------------------------- | -------------------------- | ------------ | ----- | ------------------------------- |
| K 4058, 4060               | CFD Vivarais (4039 - 4063) | De Dietrich  | 1903  | Le K 4058 est Classé MH (1992)  |
| Kifv 4085, 4086            | CFD Vivarais (4078 - 4087) | De Dietrich  | 1904  |                                 |
| Kv 4094, 4099              | CFD Vivarais (4088 - 4107) | De Dietrich  | 1904  | Le Kv 4099 est Classé MH (1992) |
| Kv 4627, 4629 à 4631, 4633 | CFD Vivarais (4625 - 4639) | Marly        | 1927  | Le Kv 4630 est Classé MH (1992) |

| Wagons tombereaux           | Origine                   | Constructeur | Année | Observations                    |
| --------------------------- | ------------------------- | ------------ | ----- | ------------------------------- |
| Gfv 45, G 51, Gf 54         | CFD Vivarais (31 - 60)    | La Buire     | 1886  | Le G 51 est Classé MH (1992)    |
| G 234                       | CFD Vivarais (209-238)    | La Buire     | 1904  |                                 |
| Gfv 5144                    | CFD Vivarais (5135-5154)  | De Dietrich  | 1902  | Classé MH (1992)                |
| Gv 5632, 5637-42, 5649      | CFD Vivarais (5631-5650)  | De Dietrich  | 1906  | Le Gv 5649 est Classé MH (1992) |
| G 5653-55, 5657             | CFD Lozére (5651-5660)    | Decauville   | 1903  |                                 |
| Gv 5660,5667                | CFD Lozére (5661-5680)    | Decauville   | 1904  |                                 |
| Gv 5682, 5684               | CFD Vivarais (5681-5695)  | De Dietrich  | 1911  |                                 |
| Gv 5783-4, 5788, 5790, 5800 | CFD Vivarais (5781-5800)  | Marly        | 1927  |                                 |
| Ulf 1706                    | Réseau Breton (1651-1736) | -            | 1907  |                                 |

- Société anonyme des chantiers de la Buire, Lyon
- Ateliers de Marly, Nord

| Wagons plats                    | Origine                  | Constructeur   | Année | Observations                     |
| ------------------------------- | ------------------------ | -------------- | ----- | -------------------------------- |
| Jt 94, 115                      | CFD Vivarais (94 - 117)  | De Dietrich    | 1886  | Le Jt 115 est Classé MH (1992)   |
| Ht 142                          | CFD Vivarais (114 - 143) | De Dietrich    | 1886  |                                  |
| H 6180                          | CFD Vivarais (6180-6200) | De Dietrich    | 1902  |                                  |
| Ht 6327,                        | CFD Vivarais (6320-6359) | Blanc Misseron | 1903  |                                  |
| Htv 6562, 6567, 6580, 6588      | CFD Vivarais (6561-6590) | Decauville     | 1905  | Le Htv 6562 est Classé MH (1992) |
| H 6598 (ex citerne), 6602, 6604 | CFD Vivarais (6591-6605) | Decauville     | 1905  |                                  |

| Wagons               | Origine                        | Constructeur | Année | Type     | Observations                    |
| -------------------- | ------------------------------ | ------------ | ----- | -------- | ------------------------------- |
| 1752                 | CFD Vivarais(BCifv 1751-52)    | De Dietrich  | 1904  |          | essieux                         |
| RQyv 6, 10, 15       | CFD Vivarais (CCCv 4-15)       | La Buire     | 1890  | à bogies | Le Rqyv 15 est Classé MH (1992) |
| Rqyv 20              | CFD Vivarais (ABCv 18-28)      | La Buire     | 1886  | à bogies |                                 |
| Ryv 1321 "ex" ABCv21 | CFD Vivarais (ABCv18-28)       | La Buire     | 1902  | à bogies |                                 |
| Ryv 1427             | CFD Vivarais (CCCv1425-1432)   | De Dietrich  | 1902  | à bogies |                                 |
| Ryv 1901             | CFD Vivarais (ABifv 1901-1904) | Decauville   | 1905  | à bogies |                                 |
| Ryv 1610, 1612       | CFD Vivarais (AAB 1609-1612)   | De Dietrich  | 1932  | à bogies |                                 |

### Wagons trémie

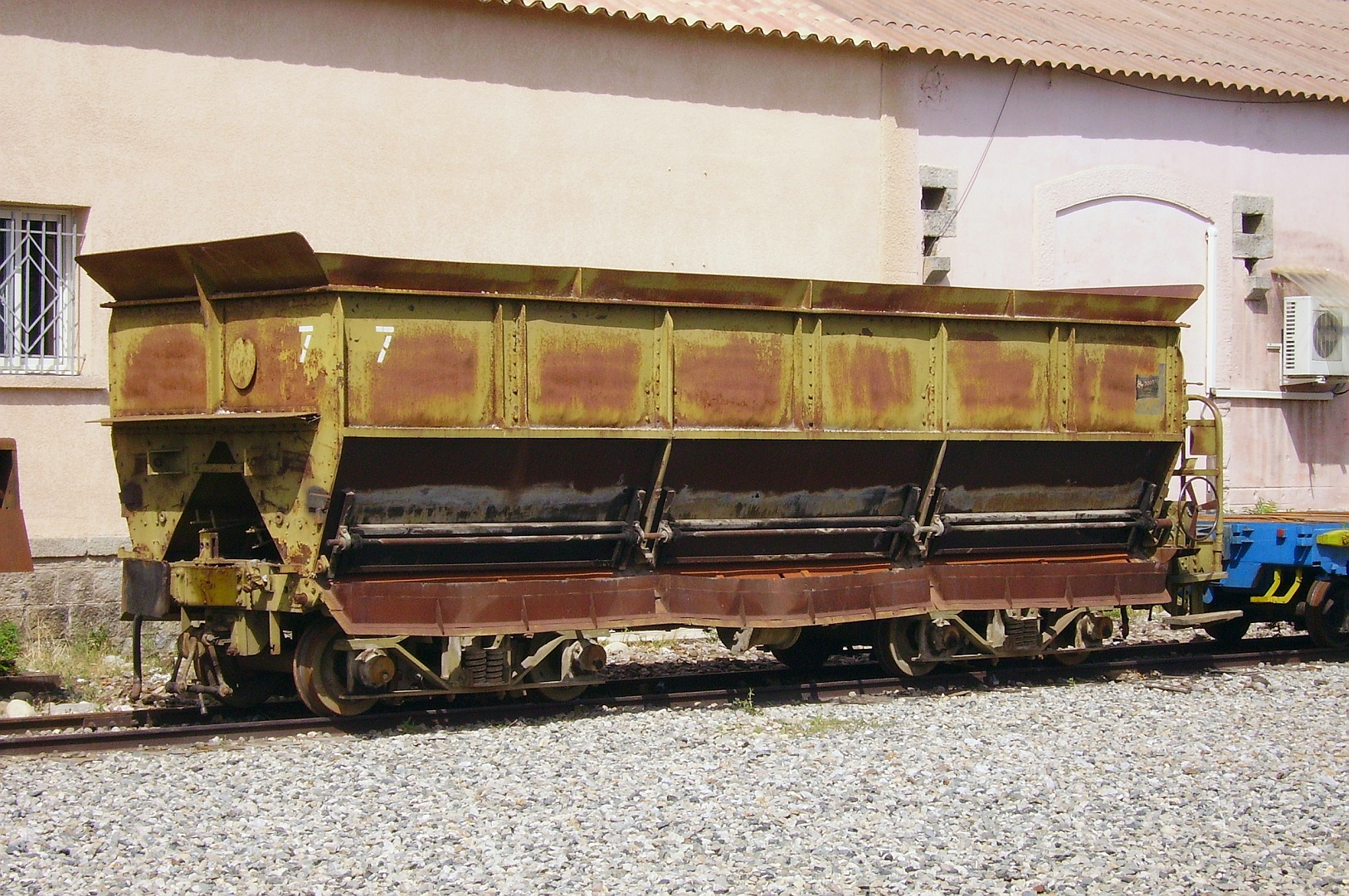
Le wagon-trémie n° Ty 7.

- Ty 4, Ty 6, Ty 7, Ty 8, Ty 9 et Ty 10, type: trémie auto-déchargable, 1948, ex "Mines Orne ", Moyeuvre-Grande (Moselle), Société Lorraine des aciéries de Rombas.
- Lv 8001, Lv 8003 et Lv 8008, type: trémie auto-déchargable à deux essieux, provenant des Chemins de fer de la Corse.

### Wagons spéciaux
| Wagons         | Constructeur et type | Origine      | Année | Type                              |
| -------------- | -------------------- | ------------ | ----- | --------------------------------- |
| DBfv 19        | De Dietrich          | CFD Vivarais | 1886  | fourgon de secours                |
| SC 142         | De Dietrich          | CFD Vivarais | 1886  | groupe désherbeur, ex plat Ht 142 |
| SC 5783        | De Dietrich          | CFD Vivarais | 1904  | ex tombereau Gv 5783              |
| H 6199         | De Dietrich          | CFD Vivarais | 1905  | citerne ex plat 6199              |
| SC 6599        | Decauville           | CFD Vivarais | 1905  | citerne 10 M3 ex plat H 6599      |
| IRv 6570, 6571 | Decauville           | CFD Vivarais | 1905  | Porte remorques UFR               |
| L6             | -                    | SNCF         | -     | ancienne remorque de draisine     |

- wagon grue no 16, ex CFD Charentes et Deux Sèvres
- Fau 812, type: tombereau à bogies, équipé d'une benne basculante type « side-dump car », construit en 1991 par Newag et provenant des Transports publics du Chablais.

### Wagons divers
Ces wagons ont été acquis sur la ligne Dunières Saint Agrève, ils sont à restaurer excepté deux engins.
| Wagons           | Constructeur et type | Origine      | Année | Genre                        |
| ---------------- | -------------------- | ------------ | ----- | ---------------------------- |
| G 33, 35, 37, 46 | La Buire             | CFD Vivarais | 1890  | wagons tombereaux            |
| Dfv 2049         | De Dietrich          | CFD Vivarais | 1903  | châssis fourgon              |
| Ht 6349          | Blanc Misseron       | CFD Vivarais | 1903  | wagon plat                   |
| Ht 6582          | Decauville           | CFD Vivarais | 1905  | wagon plat                   |
| F 149            | La Buire             | CFD Vivarais | 1890  | couvert restauré par la SGVA |
| K 4638           | Marly                | CFD Vivarais | 1927  | couvert restauré SGVA        |

### Remorques d'autorail
| Remorques | Constructeur et type | Origine | Année | Numéro constructeur | Observations                                                    |
| --------- | -------------------- | --- | ----- | ------------------- | --------------------------------------------------------------- |
| 11        | Billard              | CFD Charentes (ancienne 1), Carrosserie Million & Guiet                                                       | 1937  | 812                 |                                                                 |
| 22        | Billard              | CFD Charentes (ancienne 2), Carrosserie Million & Guiet                                                       | 1937  | 813                 |                                                                 |
| 3         | Billard              | CFD Vivarais                                                                                                  | 1937  | 811                 | garée à Lamastre en attente de restauration                     |
| ?         | Billard              | Ex-CFD Charentes et Deux-Sèvres no 3, ex-CFD Vivarais no 33, ex-Chemins de fer de Provence RL-7 puis XR 1337. | 1937  | ?                   | Garée à Lamastre, elle sera adaptée pour le transport de vélos. |

- remorque messagerie
- "10", remorque messagerie à bogies, ex CFD Indre et Loire, puis Charentes, puis Vivarais, puis Corse.

### Matériels ayant quitté la ligne
- locomotive à vapeur 230T E.327, ex Réseau breton, décembre 1969 à mars 1979, propriété de la FACS, GECP Puget-Théniers.
- Locomotive à vapeur 040T Corpet no 22, ex entreprise Frot, 1971-2002, VFV, propriété de la FACS.
- locomotive à vapeur 040T Corpet no 24, ex entreprise Frot, 1971-2009, Train du Bas-Berry, propriété de la FACS.
- voitures C 120 et 126 ex Réseau Breton , 1970-2015 VFV
- voitures BDP 501 et AB 505, ex CP, 1970-2002, GECP Puget-Théniers;
- voiture B 506, ex CP, 1970-2013, GECP Puget-Théniers;
- voitures 39 à 41 ex tramways de la Sarthe, 1970-2009, Train du Bas-Berry, propriété FACS ;
- voiture ABC 93, ex MOB, 1983-90, MOB ;
- remorque messagerie no 20, ex CFD Charentes, 1969-70, CFC Corse ;
- fourgon Df 225 ex Réseau Breton 1970-2009, Train du Bas-Berry, propriété FACS ;
- wagon trémie Ty 8, type auto-déchargable ex-Mines Orne (Moselle), prêté au MTVS par la SGVA et livré le 26 mars 2013 à Saint-Omer-en-Chaussée.
- Châssis wagon 1904, ex ABCifv 1904 CFD Lozère, 1969- novembre 1986, CFBS, pour reconstruction de la voiture salon ;
- wagons tombereaux, Gv 5632 et G 5657, 1969-2006, Le Pouzin, en monument ;

### Matériel classé "Monument Historique"
- Locomotives à vapeur :
  - 030+030T Mallet no 403
  - 030T Bicabine no 31
- Autorail :
  - A 150 D Billard no 213
- Voitures à voyageurs :
  - voiture-salon à essieux, AS 1005
  - voiture de voyageurs à essieux, ABC  1751
  - voitures de voyageurs à essieux, ABC  1801-1802
  - voiture de voyageurs à bogies, AAB 1609
  - voitures de voyageurs à bogies, CCC 1658, 1661 et 1662
  - voiture de voyageurs à bogies, B 506, ex chemins de fer de Provence
  - voitures de voyageurs à bogies, C 103 et C 106, ex Réseau Breton
  - voiture de voyageurs à bogies, AB 89, ex Réseau Breton
  - voiture de voyageurs à bogies, ABCDf 14, ex Réseau Breton
- Fourgons à Bagages :
  - fourgon à essieux, DBfv 19
  - fourgons à essieux, DDifv 2608 et 2612
- Wagons de Marchandises
  - wagon couvert, Kv 4058
  - wagon couvert, Kv 4099
  - wagon couvert, Kv 4630
  - wagon tombereau, Gfv 5144
  - wagon tombereau, Gfv 5649
  - wagon plat à traverse mobile, Jt 115
  - wagon plat à traverse mobile, Htv 6562
- Wagons spéciaux :
  - wagon plat, Porte remorque UFR avec remorque[52], IRv 6571,
  - wagon plat, à bogies, RQyv 15

## Filmographie
De très nombreuses scènes de films ont été tournées en décors naturels sur les différents sites du Chemin de Fer du Vivarais.
- 1962 : Arsène Lupin contre Arsène Lupin, d'Édouard Molinaro
- 1966 : L'autorail des merveilles, documentaire ORTF
- 1968 : Les Cracks, d'Alex Joffé
- 1971 : Les Deux Anglaises et le Continent, de François Truffaut
- 1972 : Clochemerle, de Michaël Mills, avec Micheline Presle, BBC
- 1973 : Antoine Bloyé, de Marcel Bluwal
- 1974 : Le Ballot, de Jean Dewever, ORTF
- 1975 : La Soupe froide, de Robert Pouret
- 1976 : Le Juge et l'Assassin, de Bertrand Tavernier
- 1983 : Macadam, émission de variétés, de Roger Lago
- 1983 : Chemin de fer du Vivarais, documentaire de la télévision japonaise
- 1984 : Les Poings fermés, de Jean-Louis Benoît
- 1985 : Film publicitaire pour les raviolis Panzani (« Reviens, Léon ! J’ai les mêmes à la maison ! »), avec André Aubert
- 1993 : Bled Sisters[53], de Jean-Pierre Thorn
- 1994 : La Colline aux mille enfants, de Jean-Louis Lorenzi
- 1995 : Rimbaud Verlaine, de Agnieszka Holland (une partie a été tournée dans la gare de Colombier-le-Vieux)
- 1999 : Les Enfants du marais, de Jean Becker
- 1999 : Le Mariage en gare, court métrage, tourné à Boucieu-le-Roi
- 2001 : La 413, court métrage de Pierre Machot, avec Romain Bouteille
- 2004 : Arsène Lupin, de Jean-Paul Salomé
- 2006 : Film publicitaire pour la SNCF (iDTGV), avec Jean Rochefort
- 2007 : Elles et Moi, de Bernard Stora, téléfilm français, belge et catalan, France 2, à Lamastre
- 2016 : Knock, de Lorraine Levy
- 2020 : Capitaine Marleau, série télévisée, saison 3, épisode 08 "Au nom du fils", tourné en juillet 2020
- 2023 : La Nonne : La Malédiction de Sainte-Lucie, de Michael Chaves